# Popayán
Popayán è un comune della Colombia di 277.270 abitanti (censimento 2018), capitale del dipartimento di Cauca. Si trova nella Valle di Pubenza, tra la Cordigliera Occidentale e la Centrale, nel sud-ovest del paese.
Fondata il 13 gennaio 1537 da Sebastián de Belalcázar, è una delle città più antiche e meglio conservate dell’America, come si può apprezzare dalla sua architettura coloniale e tradizioni religiose. Popayán vanta infatti uno dei centri storici coloniali più grandi della Colombia e dell’America.
Popayán è stata inoltre citata da Giacomo Leopardi nelle Operette morali, nel capitolo intitolato "La scommessa di Prometeo".

## Geografia fisica
Popayán si trova nel sud-ovest della Colombia, nella regione andina, ed è capoluogo del dipartimento del Cauca. La città è situata nella valle di Pubenza, tra la Cordigliera occidentale e la Cordigliera centrale della catena andina. L’altitudine media è di circa 1.737 metri sul livello del mare, e il territorio municipale si estende per circa 512 km².
La zona urbana conta con diversi punti elevati, i più alti dei quali sono le colline di San Rafael Alto, Canelo, Santa Teresa, Tres Tulpas, La Tetilla e Puzná, la più alta tra tutte che raggiunge i 3.000 msnm.
La città è attraversata dal fiume Cauca, uno dei corsi d’acqua più importanti della Colombia, e dai numerosi affluenti secondari come i fiumi Blanco, Ejido, Molino, Las Piedras, Cauca, Negro, Mota, Pisojé, Clarete, Saté e Hondo.
Popayán è ubicata lungo la Faglia di Romeral, un’importante discontinuità geologica che attraversa il paese da sud a nord nella zona andina. Questa posizione la rende soggetta a un alto rischio sismico, per questo la città è stata colpita da numerosi terremoti nel corso della sua storia. Il più recente di questi accadde la mattina del 31 marzo 1983, giorno di Giovedì Santo, alle ore 8:15.
 
 
La città gode di un clima temperato umido (classificazione Köppen: Cfb), con temperature medie comprese tra i 18 e i 19 °C durante tutto l’anno. Le precipitazioni annue si aggirano intorno ai 1.900 mm, con due stagioni piovose principali: da marzo a maggio e da ottobre a novembre. L’altitudine contribuisce alla stabilità termica e a una vegetazione rigogliosa.
| Dati meteo di Popayan        | Mesi  | Mesi  | Mesi  | Mesi  | Mesi  | Mesi  | Mesi  | Mesi  | Mesi  | Mesi  | Mesi  | Mesi  | Anno    |
| Dati meteo di Popayan        | Gen   | Feb   | Mar   | Apr   | Mag   | Giu   | Lug   | Ago   | Set   | Ott   | Nov   | Dic   | Anno    |
| ---------------------------- | ----- | ----- | ----- | ----- | ----- | ----- | ----- | ----- | ----- | ----- | ----- | ----- | ------- |
| T. max. media (°C)           | 24,2  | 24,4  | 24,6  | 24,4  | 24,4  | 24,6  | 25,0  | 25,2  | 24,9  | 24,1  | 23,8  | 23,9  | 24,5    |
| T. media (°C)                | 18,9  | 19,0  | 19,0  | 19,1  | 19,0  | 19,1  | 19,2  | 19,3  | 18,9  | 18,7  | 18,5  | 18,7  | 19,0    |
| T. min. media (°C)           | 13,2  | 13,3  | 13,6  | 13,8  | 13,8  | 12,8  | 12,0  | 12,0  | 12,4  | 13,4  | 13,8  | 13,7  | 13,2    |
| T. max. assoluta (°C)        | 30    | 32    | 33    | 30    | 32    | 29,2  | 31,0  | 31,0  | 32,0  | 30,0  | 29,3  | 30,0  | 33,0    |
| T. min. assoluta (°C)        | 7     | 6     | 6,4   | 7,9   | 7,0   | 6,8   | 6,5   | 6,1   | 6,1   | 6,0   | 7,0   | 6,3   | 6,0     |
| Precipitazioni (mm)          | 201,5 | 181,3 | 220,6 | 202,7 | 166,2 | 81,8  | 52,4  | 61,9  | 124,7 | 247,6 | 329,9 | 250,9 | 2 121,5 |
| Giorni di pioggia            | 17    | 16,33 | 18,89 | 20,4  | 20,9  | 14,34 | 9,43  | 10,23 | 15,53 | 22,96 | 23,86 | 21,13 | 211,0   |
| Umidità relativa media (%)   | 80    | 80,37 | 79,73 | 81,12 | 80,8  | 77,45 | 71,0  | 70,21 | 75,36 | 79,87 | 83,0  | 82,57 | 78,5    |
| Ore di soleggiamento mensili | 157,7 | 125,3 | 125,0 | 105,7 | 111,4 | 146,8 | 172,7 | 166,6 | 126,6 | 114,0 | 119,0 | 140,9 | 1 611,7 |

## Storia

### Epoca precolombiana
La più antica testimonianza monumentale di civiltá precedenti all'arrivo degli Spagnoli è la Piramide del Tulcán, costruita in adobe approssimativamente tra il 500 e il 1300 d.C. Nel sito archeologico sono stati trovati sentieri di pietra, rivestimenti in pietra nella parte superiore della piramide, gradini e tombe. Altresí, sono state trovate conchiglie di mare e pietre preziose provenienti da altri luoghi della Colombia e da altre regioni del continente.
Alcuni studiosi menzionano come prima dell'arrivo dei conquistatori vi era stabilito, nell'attuale zona di Popayán, il centro abitato di Yauto sede della Confederazione pubense, che includeva Kokonuco, Guambía, Zanzula, Malvasá, Polindara, Pisabarro, Totoro, Guanaca, Socomita, Chero, Chizatao, Timbío, Cajibío y Calosé.

### Conquista

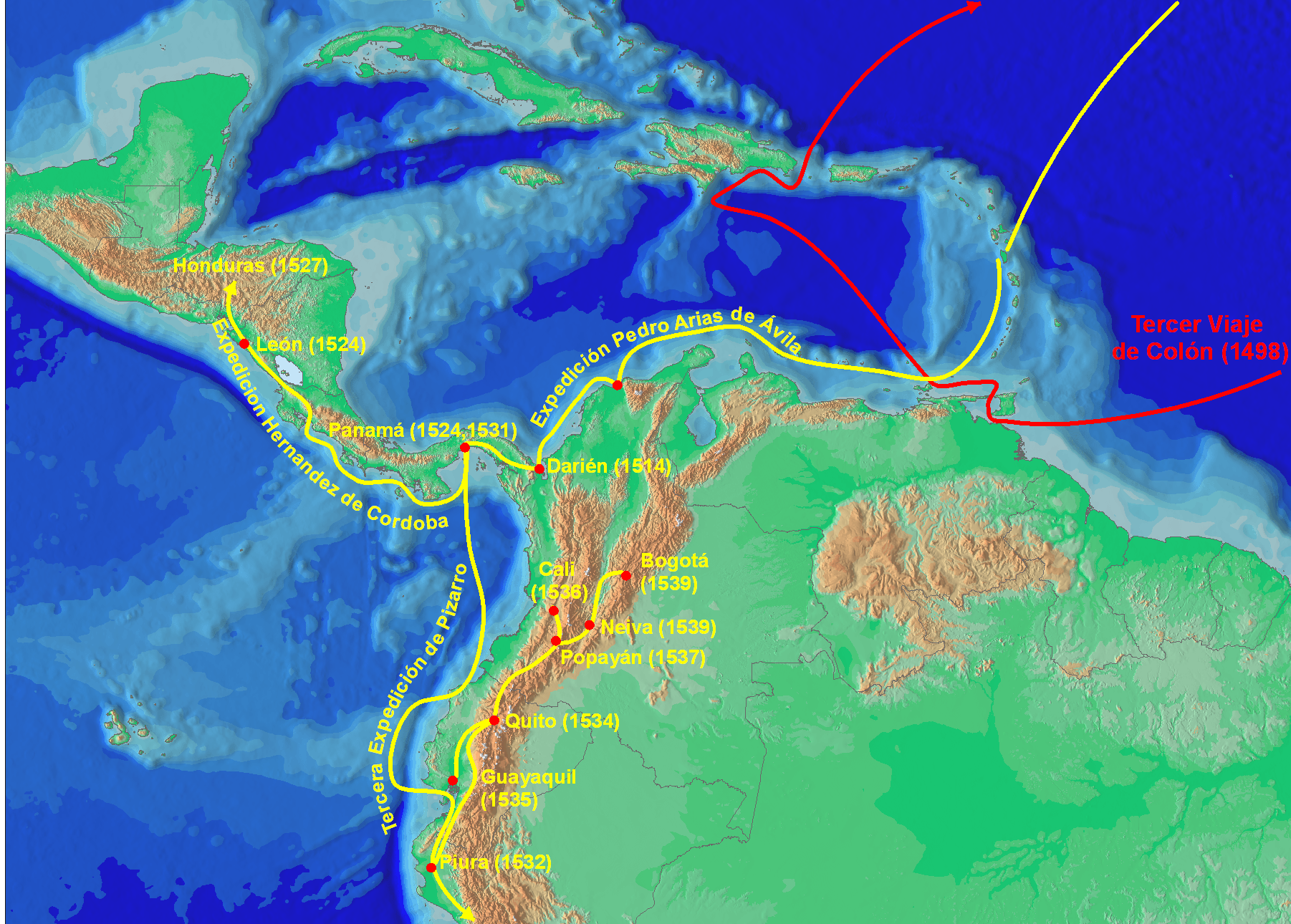
Le spedizioni spagnole nell'attuale Ecuador, Colombia e in Centro America con date di fondazione delle città.

Il 24 dicembre 1536, il capitano Juan de Ampudia occupava con i suoi soldati un luogo chiamato la collina de El Azafate, dove abitava il cacique o yasgüén. Dopo aver sottomesso i popoli nativi, Sebastián de Belalcázar fondó la nuova città di Popayán il 13 gennaio 1537, mentre stava cercando il tesoro della mitica città di El Dorado. Belalcazar fu il fondatore di altre città importanti come Cali e Quito.
Il 15 agosto 1537, dopo aver totalmente conquistato l'area di Popayán, venne celebrata la cerimonia di fondazione solenne della nuova città, che conservava il nome indigeno di Popayán al quale si anteponeva il nome di Asunción in onore all'Assunzione di Maria, festivitá che si celebrava quel giorno. Il nome ufficiale della città venne quindi stabilito in Asunción de Popayán. La cerimonia consistette in una prima messa cantata dal presbitero García Sánchez, in un umile tempio innalzato come Cattedrale nel lato sud della futura piazza.

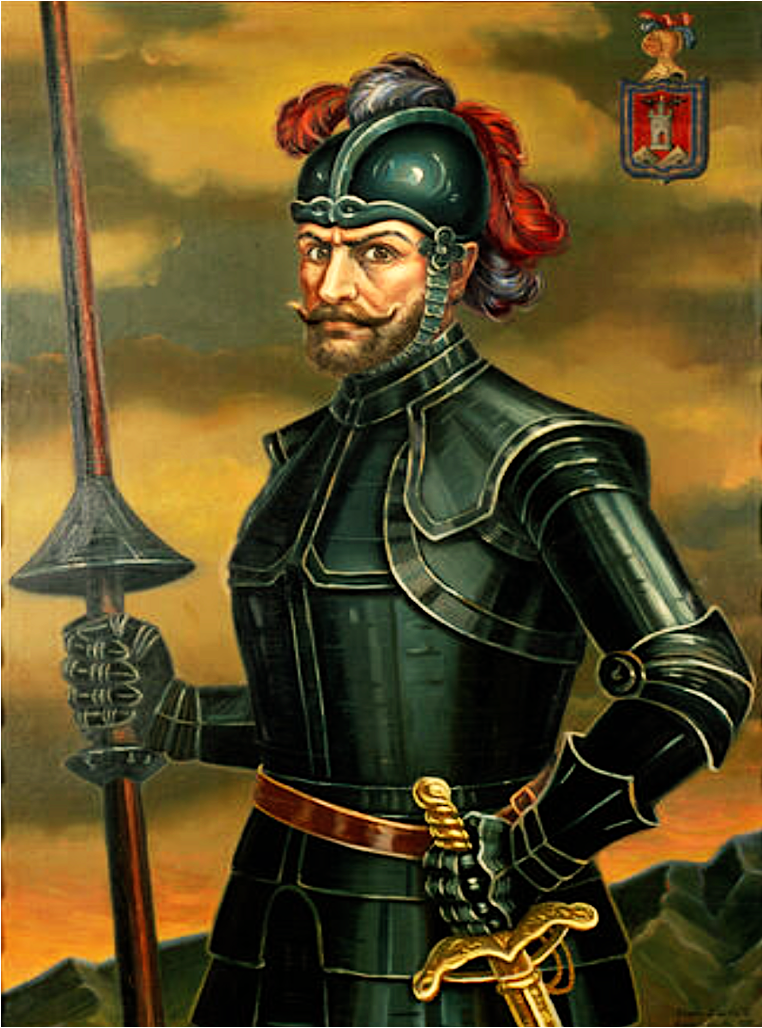
Sebastian de Belalcazar

Nel gennaio del 1537, Belalcázar abbandonó Popayán lasciando Juan de Ampudia come suo primo tenente e Pedro de Añasco come primo sindaco (alcalde) della nuova città, secondo le cronache di Juan de Castellanos. Secondo il libro del cabildo (il consiglio cittadino), nel mese di aprile vennero nominati sindaci (alcaldes) il capitano Juan de Ampudia e Francisco García de Tovar e come reggitori (regidores) i signori Francisco de Ciessa y Luis Vejarano, Bartolomé Álvarez y Martín Alonso de Angulo; e Juan de Sepúlveda come scrivano pubblico del consiglio della città, i quali si riunirono per stabilire i luoghi dove si sarebbero costruite le prime case degli spagnoli che fino a quel momento abitavano nelle capanne dei pubensi.
Nel 1540 Sebastián de Belalcázar venne nominato primo governatore di Popayán. Da questo momento venne insturato il sistema politico spagnolo in ogni città, che includeva reggitori (regidores) del consiglio cittadino (cabildo), sindaci (alcaldes) e alguaciles (una sorta di ufficiali giudiziari) e una partecipazione permanente della Chiesa attraverso un chiericho o un parroco. Belalcázar si preoccupó anche di lasciare un'impronta duratura nei territori conquistati, facendo portare dalla Spagna semi di orzo, frumento, canna da zucchero, così come numerosi animali domestici, specialmente bovini, cavalli e suini. A Belalcázar successero altri governatori come Gómez Serón de Moscoso, nativo di Malaga, che cominciò a esercitare il suo incarico nel 1561 e che arrivò in Colombia in compagnia del suo protetto e cognato Luis de Zapata.
Lo scudo di Popayán venne concesso dall'infanta Giovanna d'Asburgo, in nome di suo fratello, il re Filippo II, per mezzo del decreto reale concesso a Valladolid il 10 novembre 1558.

### Epoca coloniale
Dal 1550 iniziò la sistematica introduzione dal porto di Buenaventura di bovini e cavalli, che portò alla formazione di haciendas dedite all'allevamento nei pressi di Popayán e dintorni. Contemporaneamente, la scoperta di numerosi giacimenti auriferi nella regione, posero le basi per l'edificazione di una società coloniale basata sullo sfruttamento dell'oro.
L'auge minerario e commerciale, così come l'arrivo di famigle spagnole di alto linaggio resero Popayán una città importante del Vicereame del Perù prima, e dal 1717, dopo la riforma territoriale operata da Filippo V, nel Vicereame della Nuova Granada. Tra le figure aristocratiche più importanti si possono nominare i marchesi di San Miguel de la Vega, Baltasar-Carlos Pérez de Vivero e Dionisia Pérez Manrique y Camberos. Nella città inoltre risiedevano i proprietari delle miniere d'oro di Barbacoas e del Chocó, i quali accumularono nel tempo una fortuna immensa soprattutto a partire dal 1620-1630, quando i distretti minerari dell'Antioquia entrano in crisi, e in particolare nel corso del XVIII secolo e in gran parte del XIX secolo. L'auge minerario di Popayán creò una dinamica sociale nuova attraverso il commercio degli schiavi, tanto che si può parlare della Popayán dell'epoca come di una società schiavista.

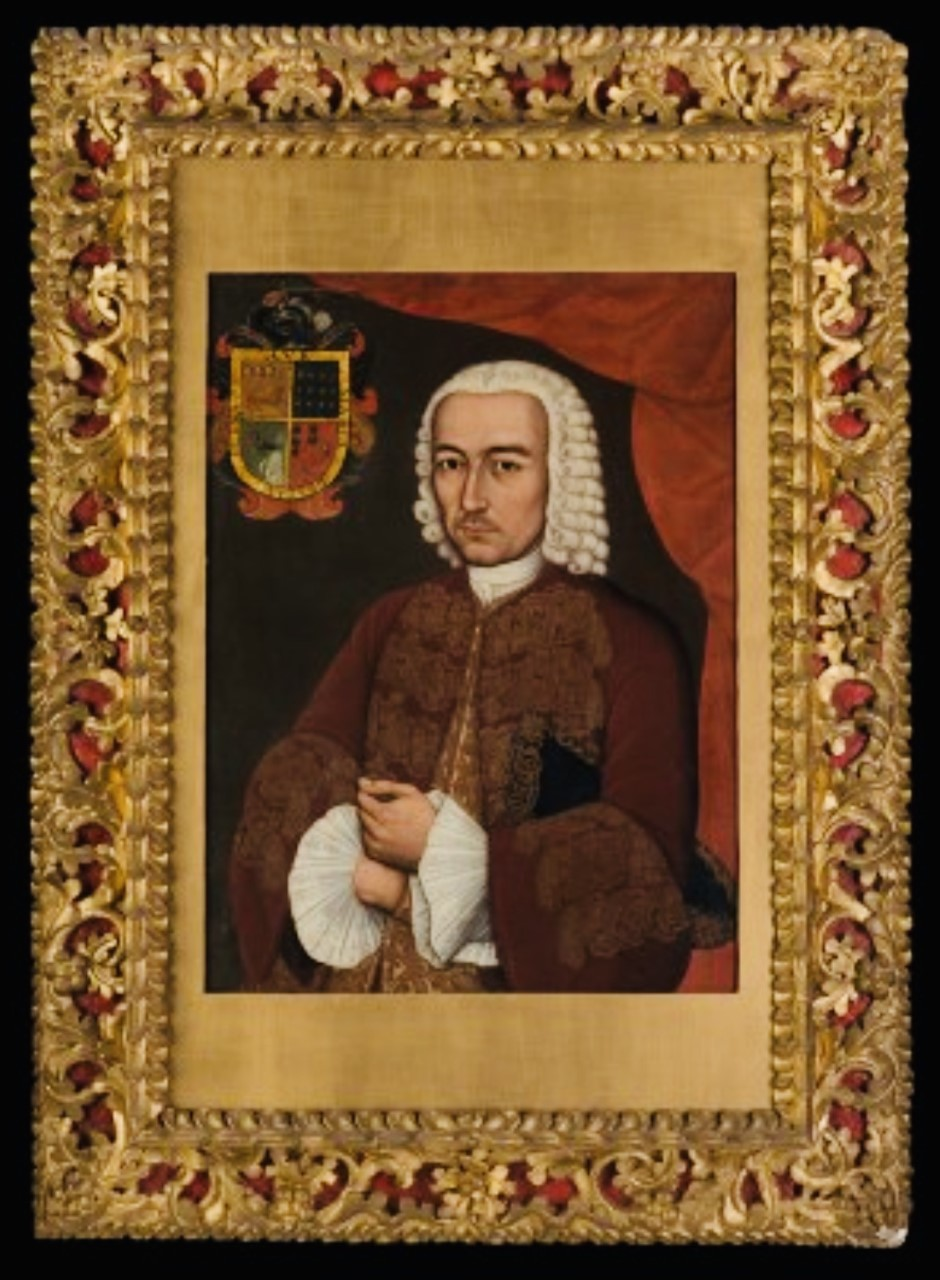
Pedro Agustin de Valencia, fondatore e tesoriere della zecca di Popayán (Museo nazionale Guillermo Valencia).

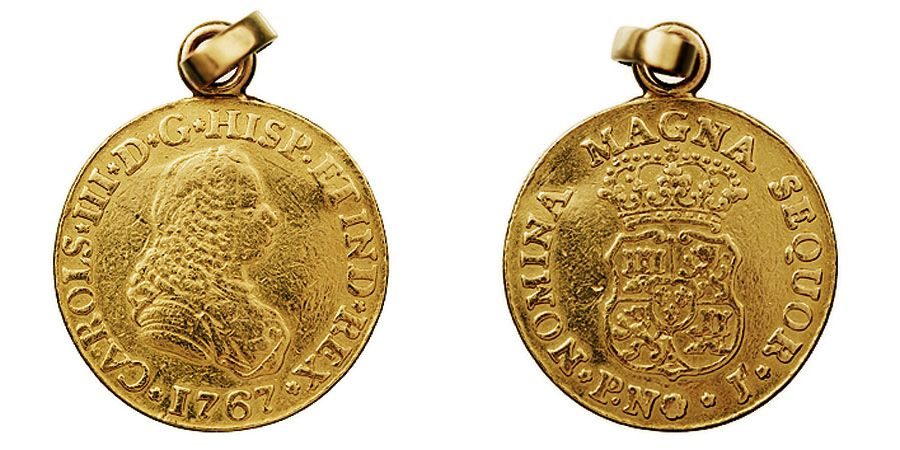
Moneta d'oro con l'effigie di Carlo III coniata nella zecca di Popayán nel 1767.

La ricchezza mineraria e la localizzazione strategica della città motivarono la Corona spagnola a stabilire a Popayán, nel 1748, una zecca (Casa de Moneda in spagnolo). L'iniziativa venne presa dall'impresario payanés Pedro Agustin de Valencia, suo fondatore e tesoriere. Questa zecca e quella di Santa Fé (l'attuale Bogotà) furono le uniche due zecche che esistettero nel Vicereame della Nuova Granada. La decisione comunque generò una grande opposizione a Santa Fé, la capitale del Vicereame, in quanto, d'accordo con l'interpretazione della famiglia del fondatore della zecca di Santa Fé, il privilegio di aprire una o più zecche era stato concesso solamente a quella di Santa Fé. Dopo lunghe tensioni e una chiusura prolungata, la zecca di Popayán venne incorporata ai beni della Corono e rimase in funzionamento fino al 1820.

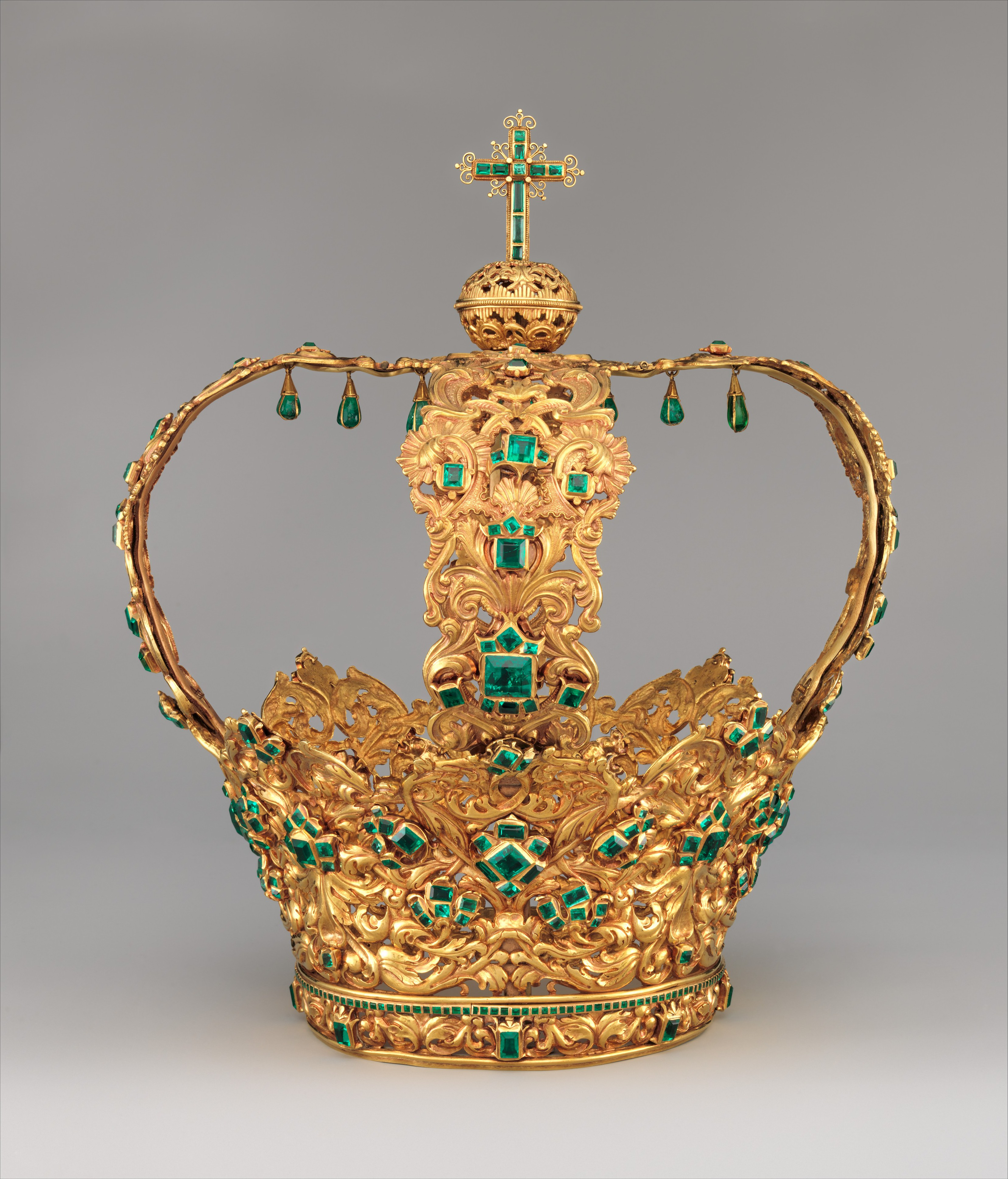
Corona delle Ande (Metropolitan Museum of Art, New York)

Popayán competì con città come Cartagena de Indias, Bogotà, Mompox e Tunja in numero di nobili residenti. La ricchezza delle famiglie di Popayán si riflesse nell'erezione di numeore chiese e conventi in stile barocco e di case coloniali. Inoltre Popayán si contraddistinse come uno de più importanti centri dell'arte religiosa coloniale spagnola. La Scuola di Popayán lasciò vari esempi salienti nell'orificeria e nella scultura come la Corona delle Ande, la Vergine dell'Apocalissi di Legarda e gli ostensori delle chiese. Tutto ciò spiega in buona parte lo splendore che visse questa città durante l'epoca coloniale e nei primi decenni della Repubblica, a cui si deve aggiungere l'orgoglio genelaogico delle famiglie fondatrici, che basarono la conservazione delle loro ricchezze su una struttura endogamica propria delle élite in diverse culture e società.

### Popayán durante l'indipendenza

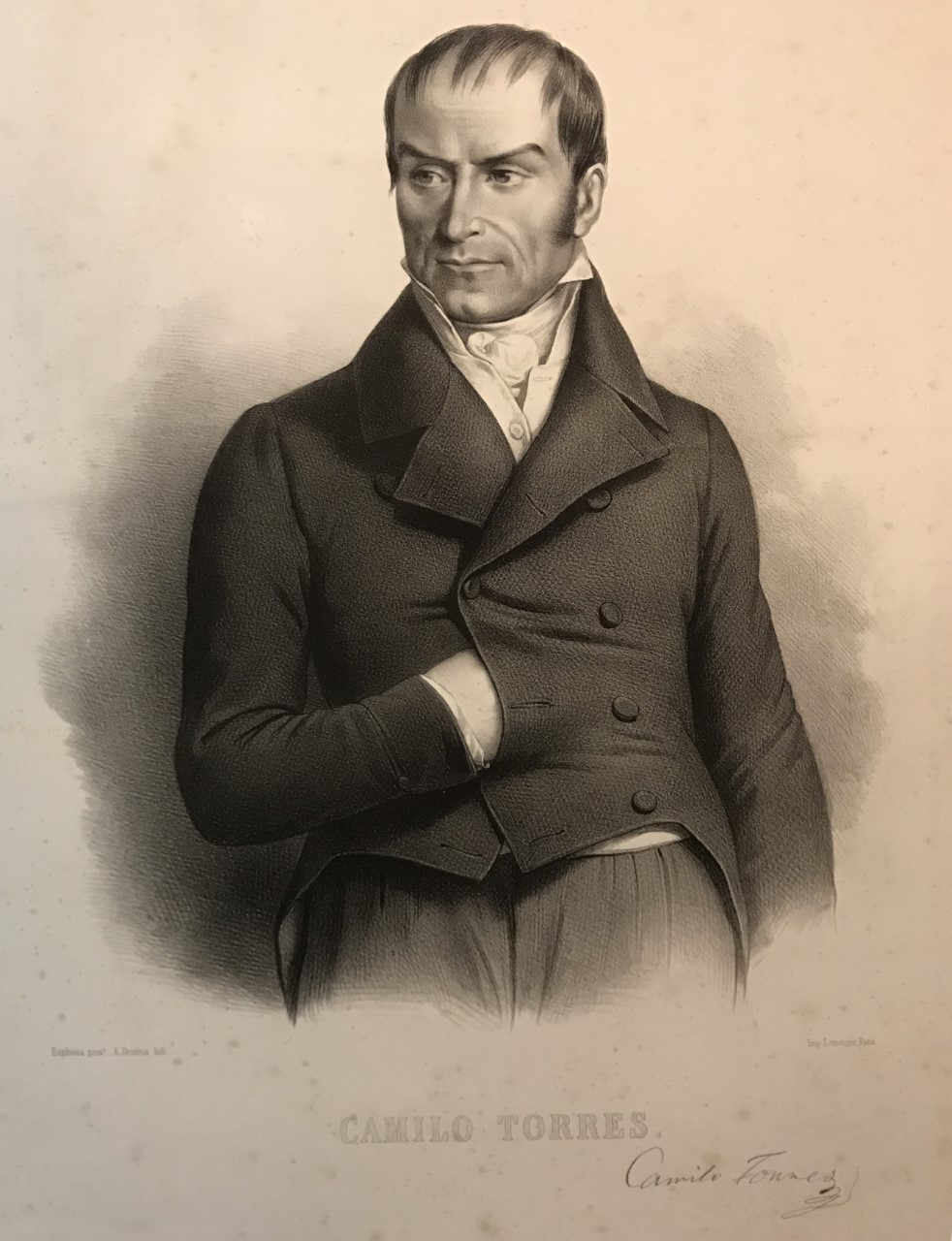
Camilo Torres

La città fu epicentro di momenti determinanti del processo di emancipazione della Nuova Granada e nei primi anni di vita della neonata Repubblica di Colombia. Nel 1810, dopo l'occupazione francese della Spagna, così come in altre città dell'America spagnola, anche a Popayán venne conformata una giunta di governo, secondo il principio medievale per cui in assenza del re i cittadini di una città hanno il diritto di autogovernarsi. Tuttavia, la Giunta si componeva di vari patrioti che propugnavano cambiamenti sostanziali nella relazione tra il centro imperiale e i territori della colonia, constituendosi come uno degli scenari dove il potere della Corona spagnola si vedeva maggiormente minacciato alla luce della crisi che attraversava la Spagna dopo l'invasione francese. La città proclamò la sua indipendenza il 24 marzo 1814. Essa fu inoltre teatro di numerosi scontri tra le forze indipendentiste e quelle lealiste, come la battaglia de La Ladera (25-27 aprile 1812), la battaglia di Calibiò (15 gennaio 1814) e la battaglia della Cuchilla del Tambo (29 giugno 1816).

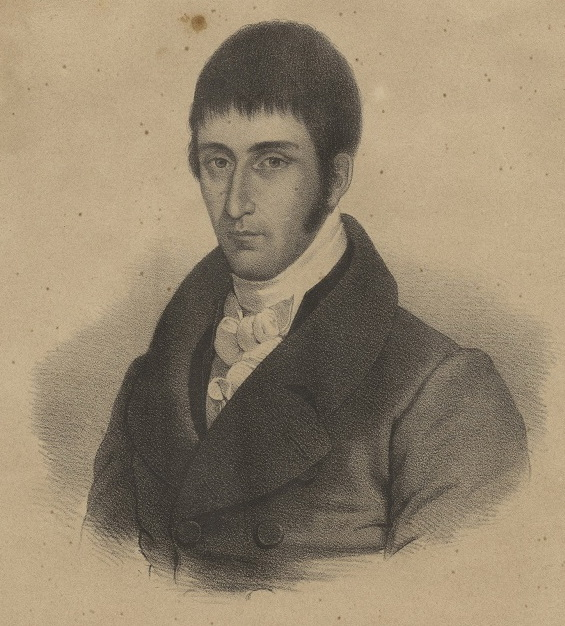
Il Saggio Caldas

Sono molti i personaggi illustri nativi di Popayán che contribuirono al movimento independentista. Tra questi i più importanti furono: Camilo Torres Tenorio, avvocato, conosciuto come Il Verbo della Rivoluzione per le sue capacità oratorie; Francisco José de Caldas, detto Il Saggio, importante studioso delle scienze, l'astornoma, la botanica e l'ingegneria militare; Miguel de Pombo, avvocato e membro della spedizione botanica della Colombia; Antonio Arboleda y Arrachea, naturalista y uno ddei pionieri della liberazione degli schiavi; Santiago Arroyo y Valencia, conosciuto come Il Padre della Patria Civile dell'Indipendenza; Manuel José Castrillón, Lo Stoico; e Marcelino Pérez de Arroyo, presbitero e architetto che, oltre ad appoggiare l'Indipendenza, legò il suo nome alla città con la costruzione di numerose opere di architettura civile e religiosa.
Tuttavia, è importante segnalare che un altro nativo di Popayán, Joaquín Mosquera y Figueroa, presiedeva in Spagna il Consiglio di reggenza di Cadice, e che nel suo mandato venne promulgata la Costituzione spagnola del 1812.

### XIX secolo

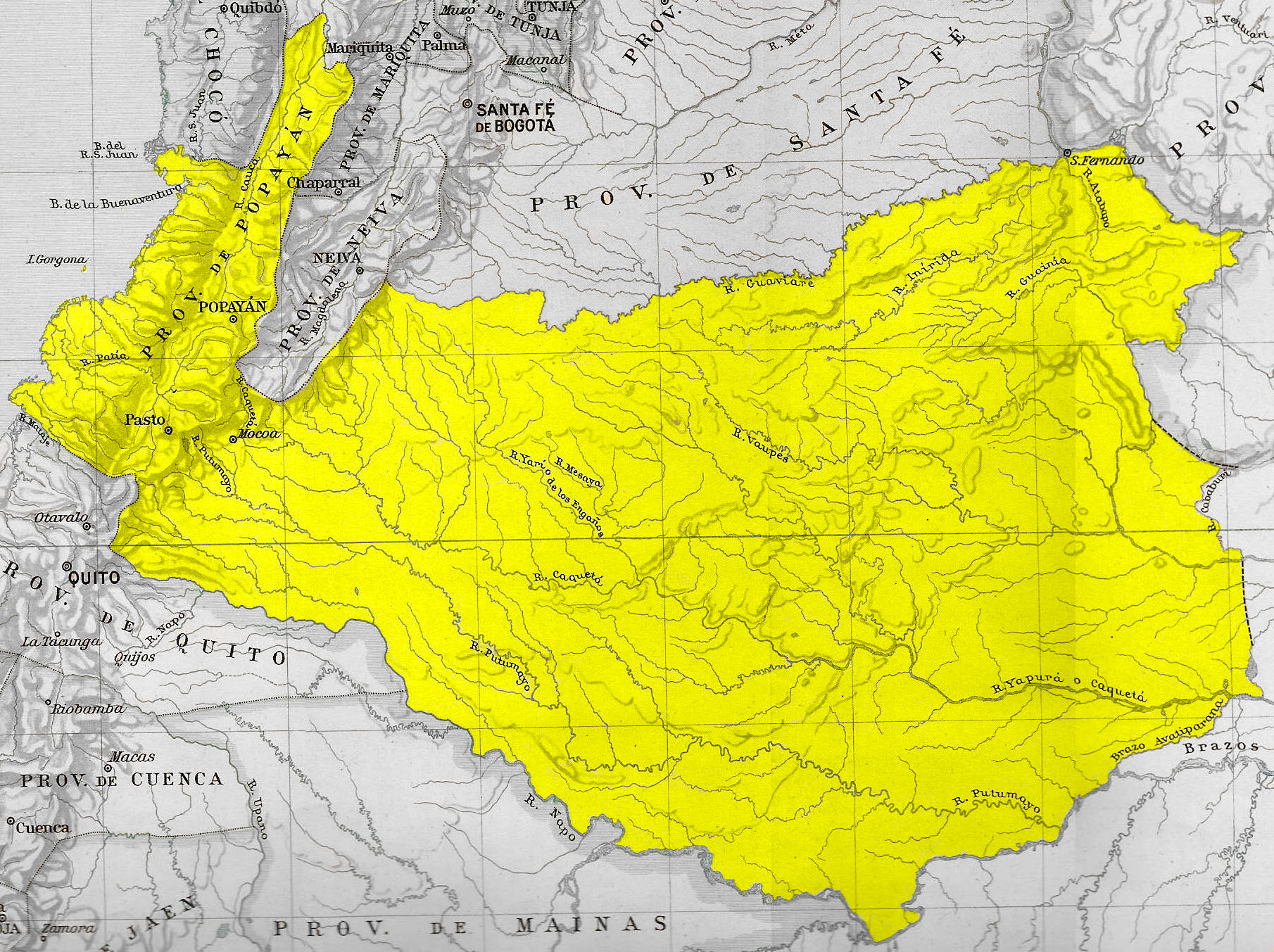
L'estensione della provincia di Popayán tra 1810 e 1830.

Il periodo successivo all'indipendenza fu testimone dell'egemonia di Popayán nelle vicende politiche della nuova repubblica, situazione che perdurò per buona parte del XIX secolo e che vedrà il suo declino a partire dell'abolizione della schiavitù. Il dominio della città su una vasta estensione del territorio nazionale - molto più grande di quello che è l'attuale dipartimento di Cauca e che comprendeva anche il Chocò, la Valle del Cauca, il dipartimento di Nariño, ovvero tutto il Pacifico colombiano - si sommò all'accesso di numerosi payanesi ai più alti posti di potere della neonata Colombia, spesso con la concentrazione di diversi incarichi nella stessa famiglia. 

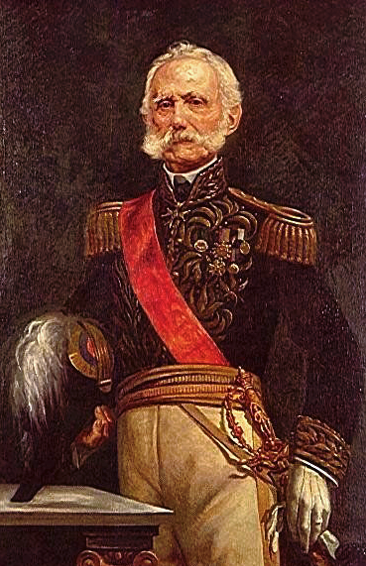
Tomas Cipriano Mosquera

La fondazione dell'Università del Cauca, nel 1827, fu un altro fattore importante per la formazione di vari protagonisti della storia colombiana del XIX secolo. La lista di payanesi eletti presidenti della repubblica durante questo periodo include, tra gli altri, Joaquín Mosquera (1830), Tomás Cipriano Mosquera (1845-1849; 1861-1863; 1863-1864; 1866-1867), José Hilario López (1849-1853), José María Obando (1853-1857), Julio Arboleda Pombo (1861), Andrés Cerón (1862), Froilán Largacha (1863), Julián Trujillo (1878-1880) e Diego Euclides de Angulo (1908).
L'abolizione della schiavitù, che decretò il presidente payanese José Hilario López nel 1851, portò all'inizio del declino economico della città e della regione. Una volta sprovviste della manodopera degli schiavi, la produzione delle haciendas dedite all'allevamento e alla coltivazione di canna da zucchero, così come le miniere d'oro, crollò rapidamente. Verso il 1890 iniziarono a nascere altri poli di sviluppo come Cali e, a cavallo tra i due secoli, per Popayán era arrivato il tramonto della sua epoca d'oro e l'inizio di un periodo convulso, caratterizzato da enormi sfide economiche e sociali. Difatti la fine della centralità di Popayán nello scenario economico e politico mise alla luce le conseguenze della grande instabilità derivata dalle numerose guerre civili combattute in Colombia durante il XIX secolo.

### Secolo XX
Dopo la Guerra dei mille giorni (1902-1903), il governo colombiano iniziò un reordinamento territoriale che significò lo smembramento dell'antico dipartimento del Cauca in nuove divisioni politiche: Nariño, Caquetá, Caldas, Chocó, Valle del Cauca y Cauca. Come riconoscimento della sua importanza storica, la diocesi di Popayán venne elevata alla categoria di arcidiocesi dal papa Leone XIII nel 1900. La commemorazione del primo centenario dell'indipendenza nel 1910 e l'arrivo della Ferrovia del Pacifico nel 1926 furono motivo di festa e celebrazione nella città, ma l'economia accusava già i sintomi della stagnazione e, come detto anteriormente, altre città cominciarono ad assumere il ruolo che Popayán aveva avuto fino a poco tempo prima.

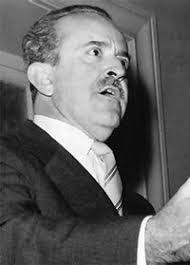
Guillermo León Valencia

Tuttavia, l'importanza di Popayán come centro culturale, politico e religioso non diminuì. All'inizio del secolo, videro la nascita diversi giornali e settimanali locali, oltre all'importante rivista Popayán, fondata nel 1907 (e chiusa nel 1985), che diede impulso a vari decenni di giornalismo locale e venne utilizzata come tribuna per divulgare l'eredità storica e culturale della città. Due dei più importanti letterati di questo periodo furono Guillermo Valencia (1873-1943) - poeta pioniero del modernismo in Colombia e importante figura del Partito Conservatore - e Rafael Maya (1897-1980) - poeta, professore e che svolse vari incarichi pubblici. Vari storici, come Gustavo Arboleda (1881-1938), Miguel Arroyo Diez (1871-1935) e Arcesio Aragón (1872-1956), svolsero un importante lavoro per comprendere la storia coloniale e repubblicana della Colombia, mentre José María Arboleda Llorente compì durante buona parte della sua vita il lavoro di identificazione e catalogazione dei fondi documentali più antichi della città. Ciò assicurò il consolidamento e la creazione dell'Archivio Centrale del Cauca, uno dei più importanti della Colombia e dell'America Latina per numero, varietà e antichità dei documenti originali, atti, stampe e manoscritti che conserva.
Nella politica, Popayán diede i natali a diverse figure sia del Partito Conservatore sia del Partito Liberale e soprattutto a Guillermo León Valencia, che fu Presidente della repubblica tra il 1962 e il 1966, nel periodo del Fronte Nazionale.
Sul piano religioso, Manuel Antonio Arboleda Scarpetta (1870-1923) fu il primo arcivescovo di Popayán proveniente dal dipartimento del Cauca, nominato nel 1907. Toribio Maya (1848-1930) invece fu un medico, infermiere e filantropo riconosciuto come "L'apostolo della carità" per il quale, nel 1955, venne aperta una causa di beatificazione. Nel 1973 Álvaro Ulcué (1943-1984) divenne il primo indigeno - apparteneva all'etnia Nasa - ad essere ordinato sacerdote in Colombia. Infine, papa Giovanni Paolo II visitò Popayán durante il viaggio apostolico in Colombia che realizzò nel 1986. 

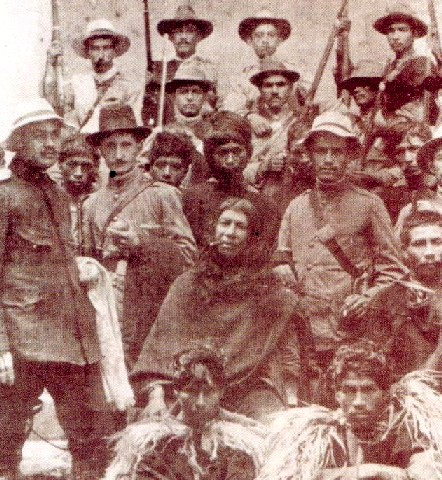
Quintín Lame

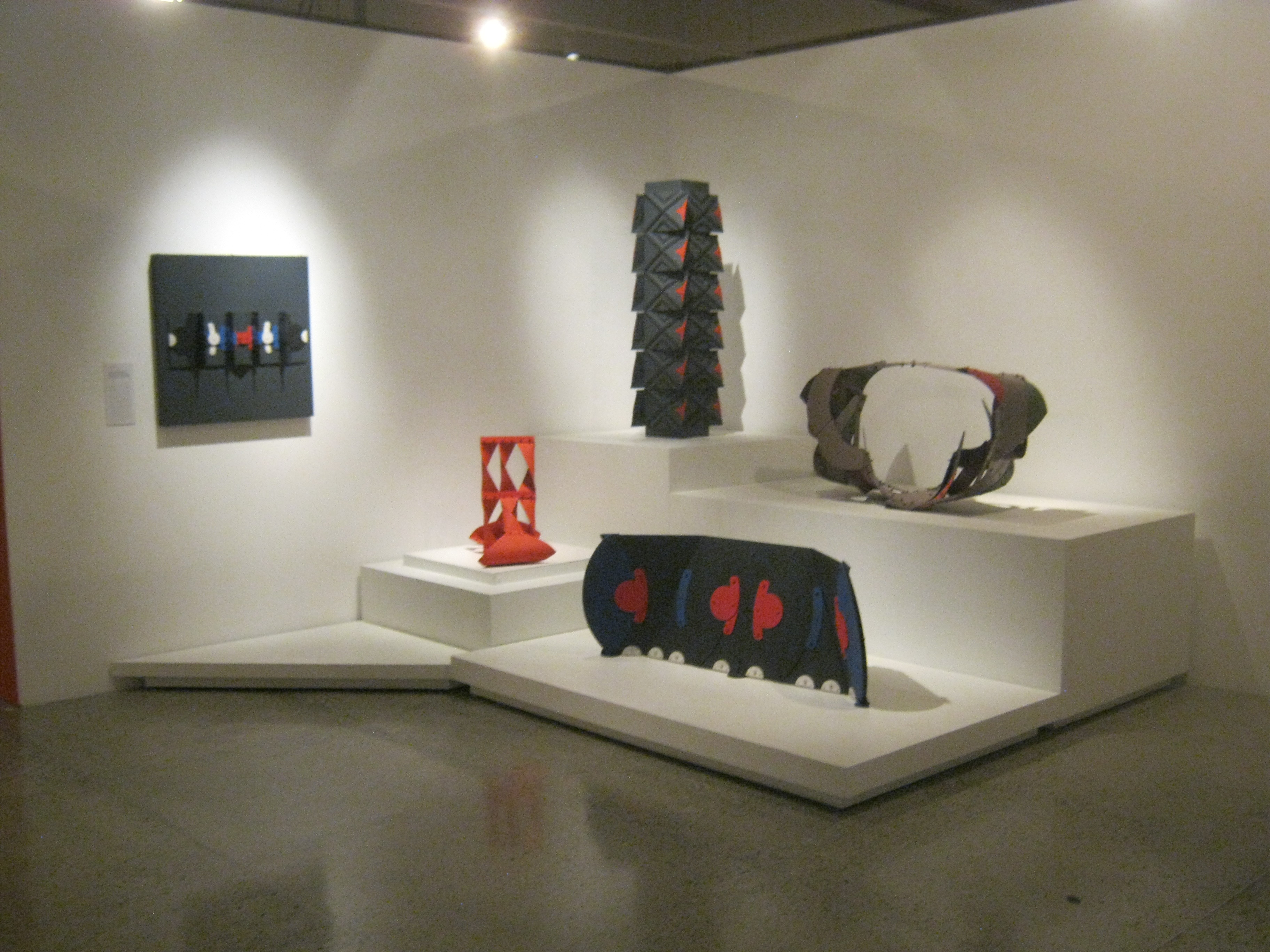
Opere di Edgar Negret nel Museo della Tertullia di Cali.

Durante questo periodo, le donne iniziarono ad accedere alla vita pubblica. Alcune delle donne payanesi più importanti di quest'epoca furono Josefina Valencia de Hubach (1913-1991), suffragetta, prima donna governatrice del Cauca (1955-1956) e prima donna ad esercitare l'incarico di ministro dell'educazione in Colombia; Esmeralda Arboleda (1921-1997), prima donna a laurearsi in giurisprudenza nell'Università del Cauca, prima senatrice (1958-1961) e prima donna ambasciatrice (1967) della Colombia; e Josefina Angulo de Garrido, prima donna ad esercitare il ruolo di sindaco in Colombia.
Nelle arti visive, i più importanti artisti furono i fratelli Juan e Santiago Cárdenas Arroyo nella pittura ed Édgar Negret nella scultura, riconosciuti a livello mondiale.
Il XX secolo fu, inoltre, testimone di grandi cambiamenti sociali: il lider indigeno Quintín Lame (1880-1967) sfidò nei primi decenni del secolo i convenzionalismi dell'epoca e portò la lotta sociale a limiti fino a quel momento insospettabili, con rivendicazioni politiche tradizionalmente invisibilizzate, ottenendo importanti risultati nella difesa delle comunità indigene. La lotta per il riconoscimento dei diritti, l'autonomia e la protezione della cultura e delle terre tradizionali. La figura del lider indigeno venne riscoperta negli anni 70 da parte dei movimenti sociali, e iniziò ad essere rivendicata durante gli anni 70 e 80 da diversi settori sociali della Colombia, tra cui il Consiglio Regionale Indigeno del Cauca (CRIC) fondato nel 1971 a Toribio. Protagonista di una continua lotta per il riconoscimento dei diritti, l'autonomia e la protezione della cultura e delle terre tradizionali, nel 2021, l'organizzazione raggruppava 127 autorità, 11 associazioni, 10 zone e 10 popoli (Eperara – Siapidara, Kokonukos, Yanakunas, Misak, Nasa, Kishu, Ampiule, Totoroez, Inga y Polindara) di 84 resguardos indigeni del Cauca.

#### Terremoto del 1983
La mattina del Giovedì Santo del 31 marzo 1983, alle 8:15, la città fu colpita da un sisma di magnitudo 5,5 della scala Richter e variazioni tra VI e IX della scala Mercalli. Trecento furono i morti e più di diecimila persone rimasero senza casa. 2470 costruzioni in mattoni, appartenenti alle famiglie più povere, vennero rase al suolo, mentre altre 6680 suffrirono danni considerabili. Grazie agli sforzi della cittadinanza, delle autorità locali e nazionali e della cooperazione internazionale, in particolar modo i governi di Spagna e Germania, e all’utilizzo di materiali tradizionali e l’adozione di tecniche moderne per la ricostruzione, si riuscì in una decada a riportare al suo antico splendore il centro storico di Popayán. Dopo il terremoto, la città ha visto un'espansione urbana che ha alterato il suo paesaggio originale, ma ha anche dato inizio a un nuovo periodo di sviluppo.

#### Sviluppi recenti
Negli ultimi decenni, Popayán ha vissuto una crescente espansione urbana, in gran parte a causa delle migrazioni interne derivanti dal conflitto armato nel dipartimento del Cauca. Il conflitto tra le forze governative e vari gruppi armati ha spinto molte persone, specialmente dai territori rurali e dalle zone più colpite dalla violenza, a cercare rifugio nelle città, con Popayán che ha rappresentato una delle destinazioni principali. Queste migrazioni hanno portato a un rapido aumento della popolazione e a una modifica del tessuto urbano, con la costruzione di nuovi quartieri nelle periferie della città.
D'altra parte, Popayán è diventata sempre più riconosciuta per la sua importanza storica e culturale. Il centro storico di Popayán è uno dei più estesi e meglio conservati della Colombia e si distingue per la sua architettura coloniale in stile barocco e neoclassico. Sebbene non sia attualmente inserito nella lista del Patrimonio dell'Umanità dell’UNESCO, è spesso citato nella lista indicativa della Colombia. Inoltre, la Semana Santa di Popayán è stata inserita nel 2009 nella lista del Patrimonio Immateriale dell'Umanità, grazie alla sua celebrazione tradizionale e ai suoi processi liturgici unici nel mondo.

## Monumenti e luoghi d'interesse

### Architetture religiose
Popayán è nota per il suo ricco patrimonio architettonico religiosa, che riflette lo stile coloniale spagnolo, testimonianza della sua importanza religiosa acquisita nei secoli della dominazione spagnola e confermata dopo l'indipendenza della Colombia. Tra gli edifici più rappresentativi si annoverano:
Catedral Basílica Nuestra Señora de la Asunción (Cattedrale Basilica di Nostra Signora dell'Assunzione)

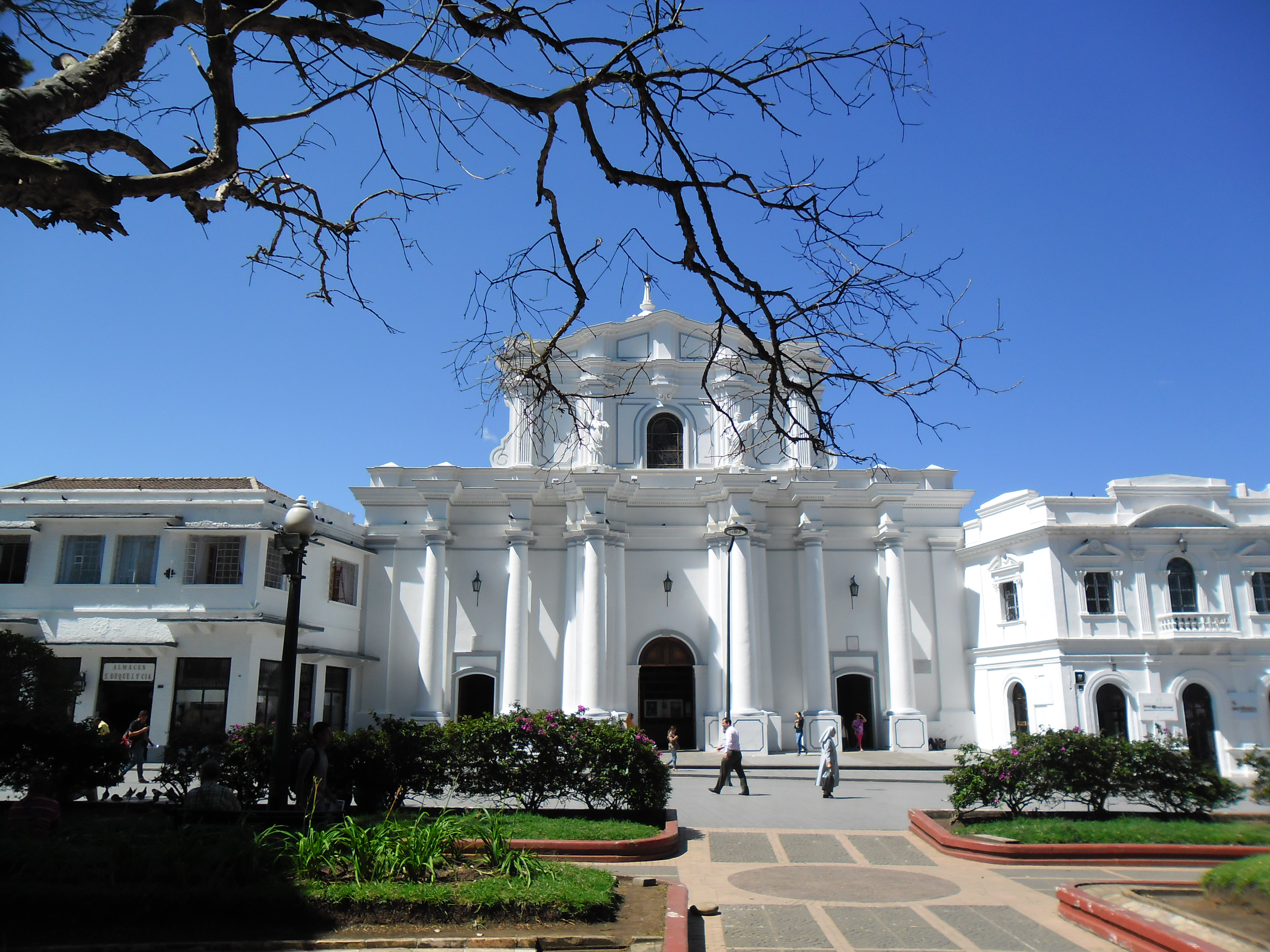
Cattedrale di Popayán.

Il vescovo Juan del Valle consacrò nel 1548 la prima cattedrale di Popayán, costruita in bahareque (una tecnica costruttiva tradizionale con fango e canne) e paglia, in questo luogo, dedicandola a Nostra Signora del Riposo. Distrutta dal terremoto del 1566 e sostituita dall'Iglesia de La Ermita, nel 1609 fu completata e messa al servizio una seconda cattedrale, edificata in pisé (terra battuta) e tegole da monsignor de La Coruña. Questa seconda cattedrale fu rinforzata nel 1682 con la Torre del Reloj, ma i terremoti del 1736, 1751 e 1784 la rovinarono gravemente. Provvisoriamente sostituita ancora dall'Iglesia de La Ermita e dalle chiese di San José e San Francisco, nel 1859 il vescovo Pedro Antonio Torres prese i progetti redatti dall’architetto Marcelino Pérez Arroyo e, con la consulenza di fra Serafín Barbetti e don Adolfo Dueñas, avviò i lavori di ricostruzione della cattedrale. Fu completata nel 1906 e nel 1953 elevata al rango di basilica minore. Gravemente danneggiata dal terremoto del 1983, fu nuovamente sostituita temporaneamente dal tempio de La Milagrosa; l’arcivescovo Silverio Buitrago recuperò la cupola crollata e restaurò il tempio. Sua Santità Giovanni Paolo II la visitò nel 1986.

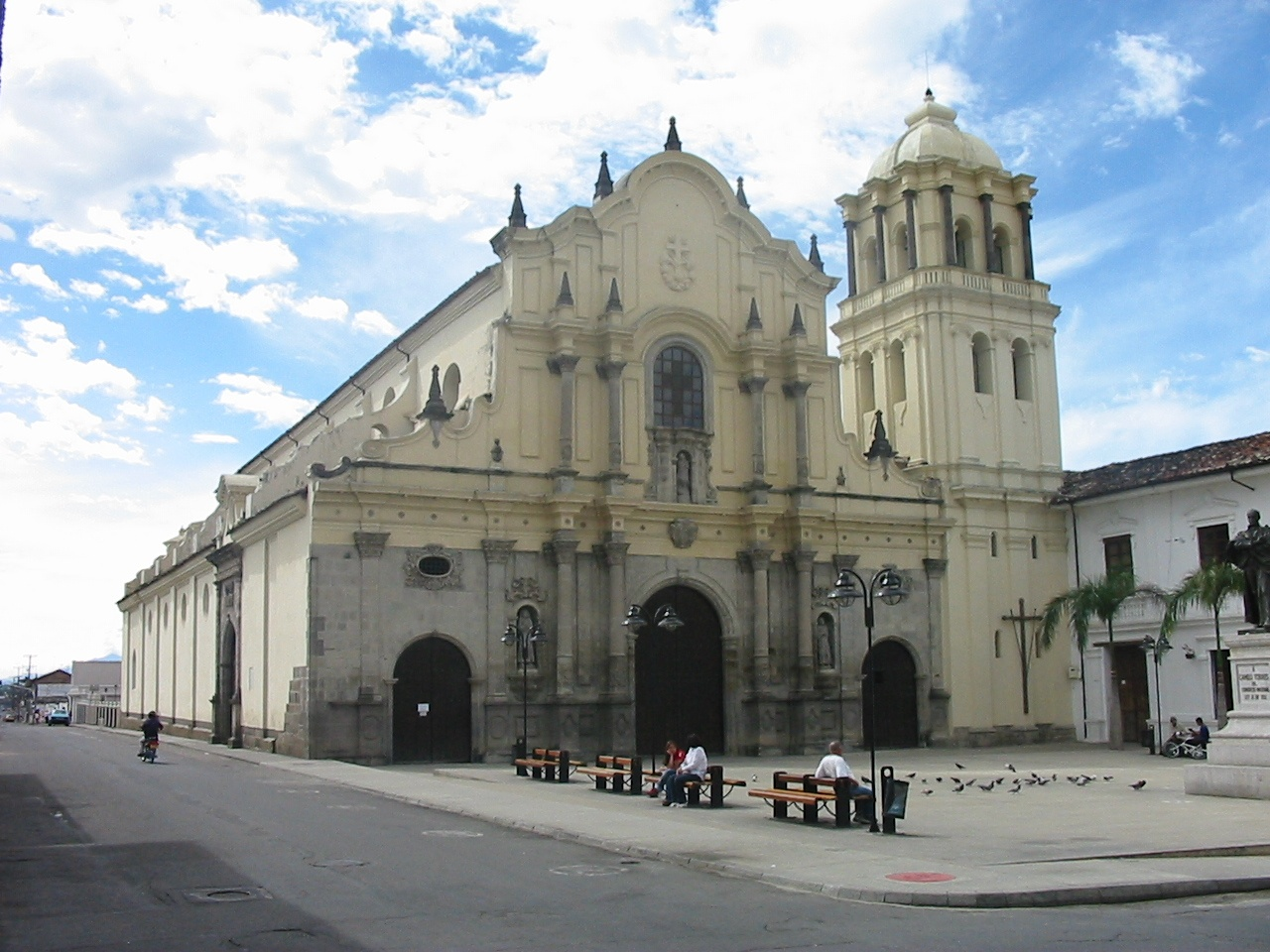
Chiesa di San Francisco

Iglesia de San Francisco (Chiesa di San Francesco)
È la testimonianza di architettura barocca più preziosa del sud-ovest della Colombia. Conserva opere di pittura, scultura sacra, oreficeria e arredi, tra cui spicca lo splendido pulpito della scuola di Quito del XVIII secolo. È un progetto dell’architetto spagnolo Antonio García, costruito tra il 1715 e il 1818, anno in cui fu consacrato dal vescovo don Salvador Jiménez de Enciso. La torre campanaria fu completata nel 1894, consentendo l’innalzamento della pesante campana, fusa con una lega ricca di oro e argento da don Pedro Agustín de Valencia, nella zecca di Popayán. Nella piazzetta antistante si trova la statua del patriota dell’indipendenza, Camilo Torres Tenorio. Da questo tempio parte la processione del Giovedì Santo. Subì gravi danni nel terremoto del 1983, ma grazie alla determinazione degli abitanti di Popayán e ai contributi sia dello Stato colombiano sia del governo spagnolo, è stato in gran parte ricostruito.
Iglesia de Santo Domingo (Chiesa di San Domenico)

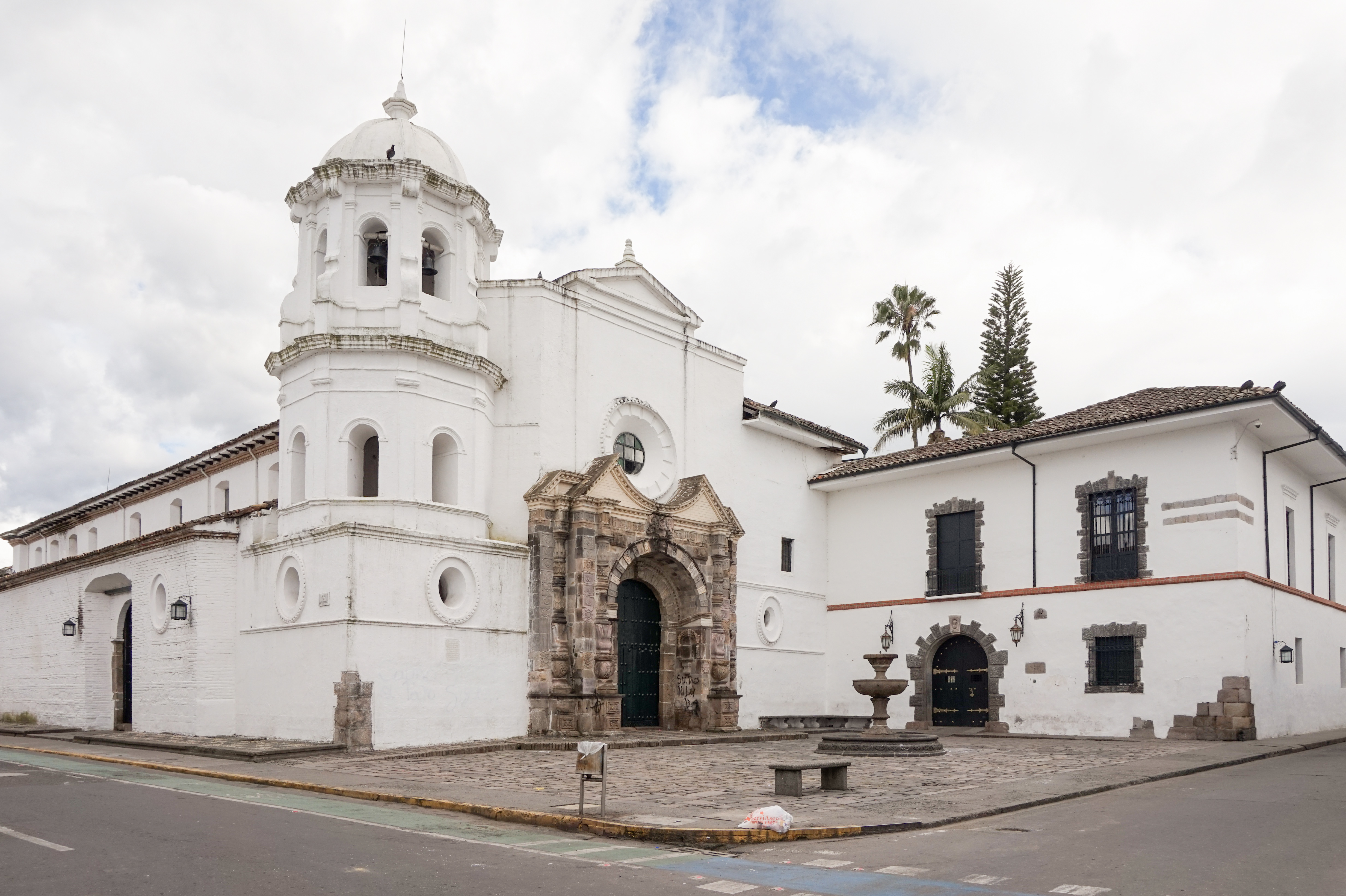
Chiesa di Santo Domingo

Opera tardiva del barocco neogranadino, progettata dall’architetto spagnolo Antonio García su incarico della famiglia Arboleda. Conserva eccellenti esempi di architettura, oreficeria e arredi delle scuole di Quito e spagnola. Il suo pulpito fu disegnato nella prima metà del XIX secolo da Francisco José de Caldas.

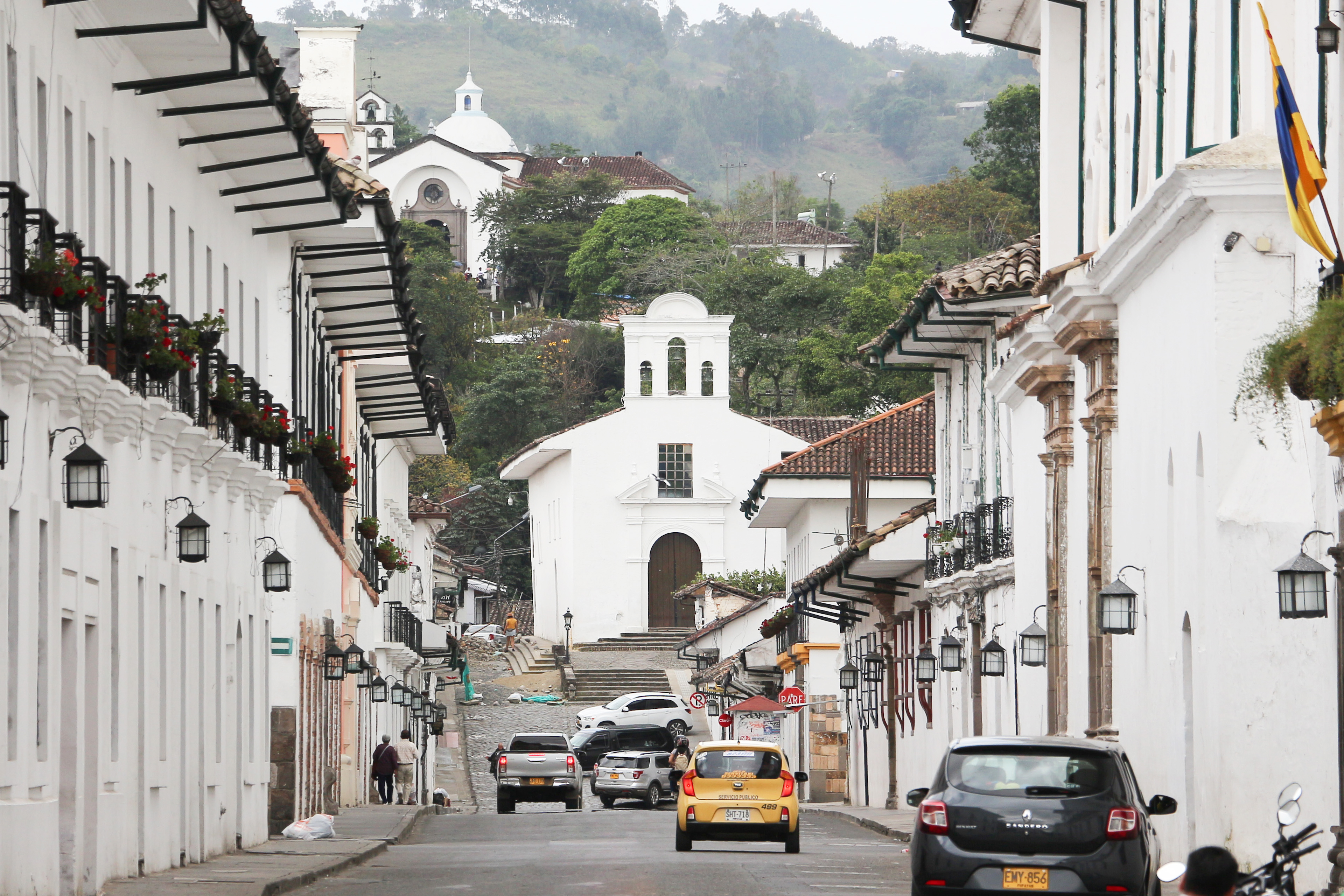
Chiesa de La Ermita vista dalla Calle 5.

Iglesia de La Ermita

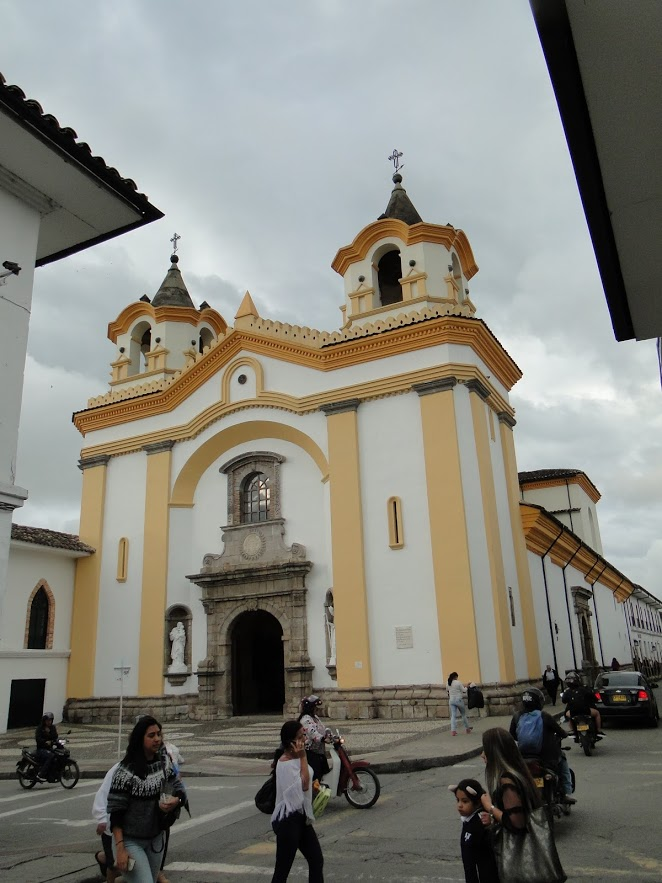
Chiesa di San José.

È la chiesa più antica della città di Popayán e in alcune occasioni ha servito come cattedrale pro-tempore. Risale al 1546 e contiene un pregevole altare e affreschi che sono stati scoperti dopo il terremoto del 1983.
Santuario de Belén (Santuario di Betlemme)

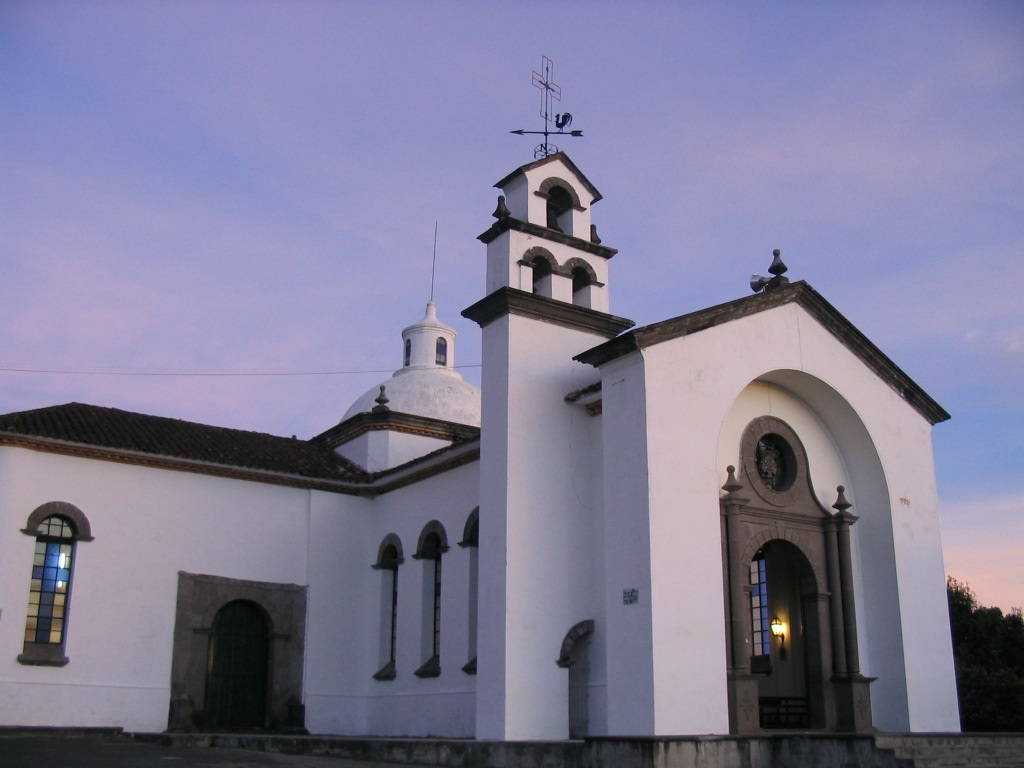
Santuario di Belén.

Situato su una delle colline a nord della città, da esso parte la processione della Domenica delle palme, con le immagini del Santo Ecce-Homo e del Signore caduto, particolarmente venerate nella città di Popayán. L’immagine del Santo Ecce-Homo sfila nelle processioni della Settimana Santa sin dal 1681, anno in cui don José Antonio de Velasco costruì questo santuario per rendere culto a tale immagine, completando l’opera nel 1717. Di fronte al santuario si può vedere una croce di pietra, scolpita da Miguel Aguilón nel 1789, che reca iscrizioni in latino con suppliche affinché i terremoti non colpiscano Popayán. Al tempio si accede attraverso un sentiero di scalini in pietra, lungo il quale si trovano sculture che rappresentano le stazioni di Gesù Cristo verso il Calvario, in un cammino noto come "los Quingos".
Iglesia de San José (Chiesa di San Giuseppe)
Prima della fondazione del seminario da parte della Compagnia di Gesù, nell’anno 1642, i sacerdoti Vicente Imperial e Gabriel Arcola edificarono un umile tempio nel sito attuale. Nel 1702 fu affidato al fratello Simón Schenherr l’incarico di preparare dei progetti per costruire un tempio secondo i canoni barocchi comunemente adottati dalla Compagnia per le sue opere in America Latina. Con risorse proprie e con l’aiuto della marchesa di San Miguel de la Vega, ebbe inizio la costruzione dell’attuale chiesa. È stata ricostruita tre volte a causa dei terremoti del 1885, 1906 e 1983. In quest’ultima occasione i danni furono gravi e la chiesa fu sottoposta a un restauro integrale. Fu lasciata a vista la preziosa muratura in mattoni della facciata per trasmettere la severità e l’identità del suo carattere, cercando di recuperare il tono originale terracotta (terra).

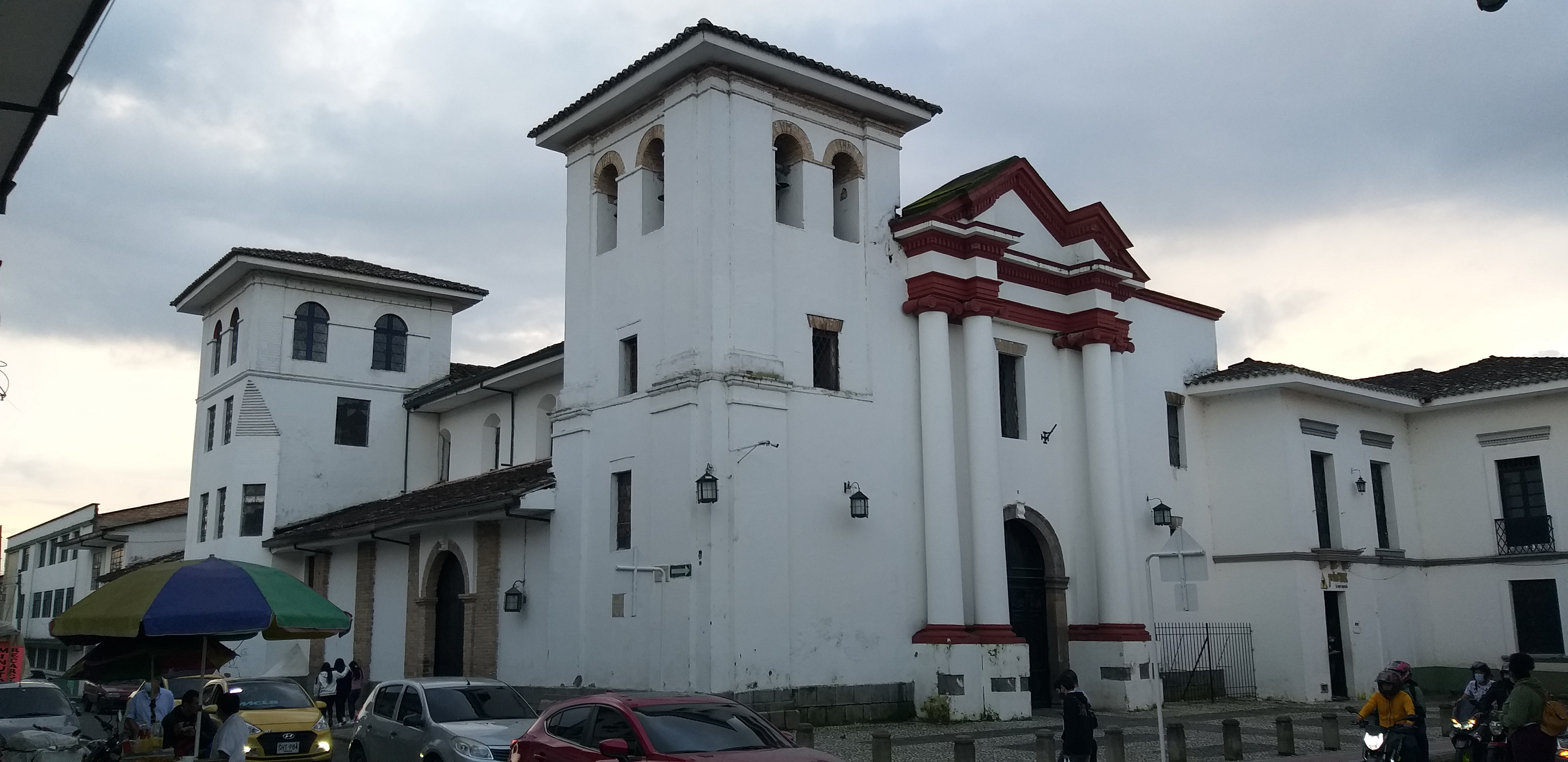
Chiesa e convento di San Agustín.

Iglesia de San Agustín (Chiesa di Sant'Agostino)
Fra Jerónimo Escobar fondò il convento degli Agostiniani alla fine del XVII secolo, il cui tempio fu distrutto dal terremoto del 1736. Ricostruito grazie ai contributi di persone di spicco della città, fu necessario restaurarlo nuovamente in seguito al terremoto del 1983. Si distingue in modo particolare per il suo altare maggiore, scolpito in legno e ricoperto in foglia d’oro, il suo ostensorio barocco in argento e la splendida immagine della Madonna Addolorata (Virgen de los Dolores in spagnolo).

### Architetture civili
Popayán fu, sin dalle sue origini, una città di grande rilevanza nella regione, motivo per cui ricoprì costantemente il ruolo di capitale delle varie suddivisioni politico-amministrative che si susseguirono nel tempo, variando per estensione e appartenenza statale o nazionale. A partire dalla prima suddivisione, la provincia di Popayán, fino alla creazione dell’attuale Dipartimento del Cauca nel 1910, la cosiddetta "città bianca" mantenne un'importanza costante. In ragione del suo status, furono edificati numerosi edifici di potere pubblico, privato e civico, che lasciarono importanti testimonianze architettoniche e patrimoniali, alcune delle quali sono tuttora conservate.

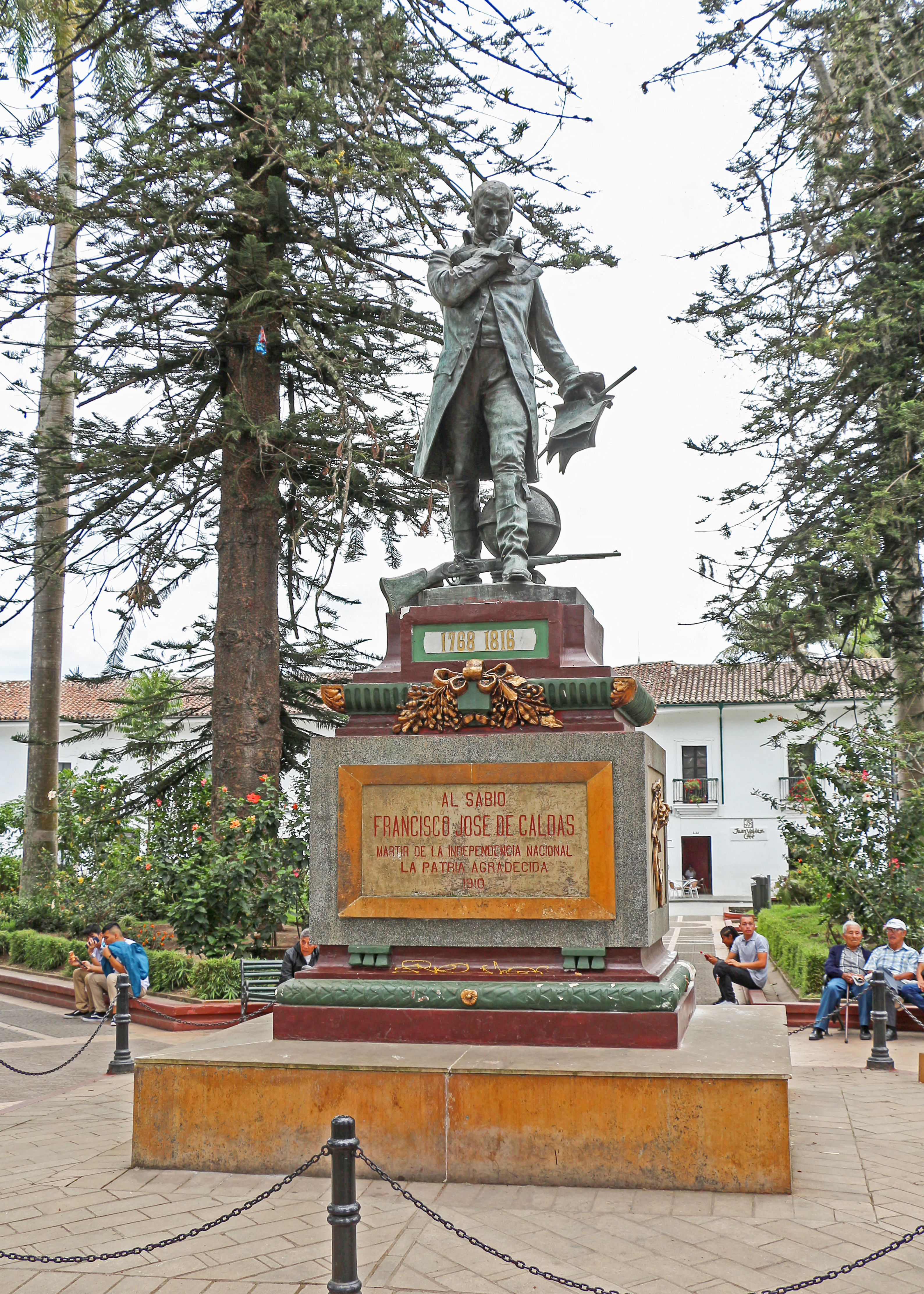
Statua di Francisco José de Caldas nel parco omonimo.

#### Parco Caldas
Il Parco Caldas (Parque Caldas), situato nel cuore del centro storico di Popayán, fu creato nel 1537 insieme alla fondazione della città. Inizialmente utilizzato come piazza del mercato, attorno ad esso sorsero le principali strutture religiose e governative. Nel 1538 vi fu installato un ceppo dove furono giustiziati Jorge Robledo e Álvaro de Oyón. Questo fu poi sostituito nel tempo da una fontana, una pila in pietra e infine, nel 1910, dalla statua del Sabio Caldas, realizzata dallo scultore francese Raoul Verlet. Intorno alla statua furono piantati alberi ornamentali che ancora oggi adornano il parco. Nei decenni successivi, il luogo è stato teatro di eventi civici, religiosi e culturali. Attorno alla piazza si trovano edifici storici come la Cattedrale, la Torre dell’Orologio e il Palazzo Arcivescovile. Oggi il Parco Caldas è considerato il cuore pulsante della vita pubblica e culturale di Popayán.

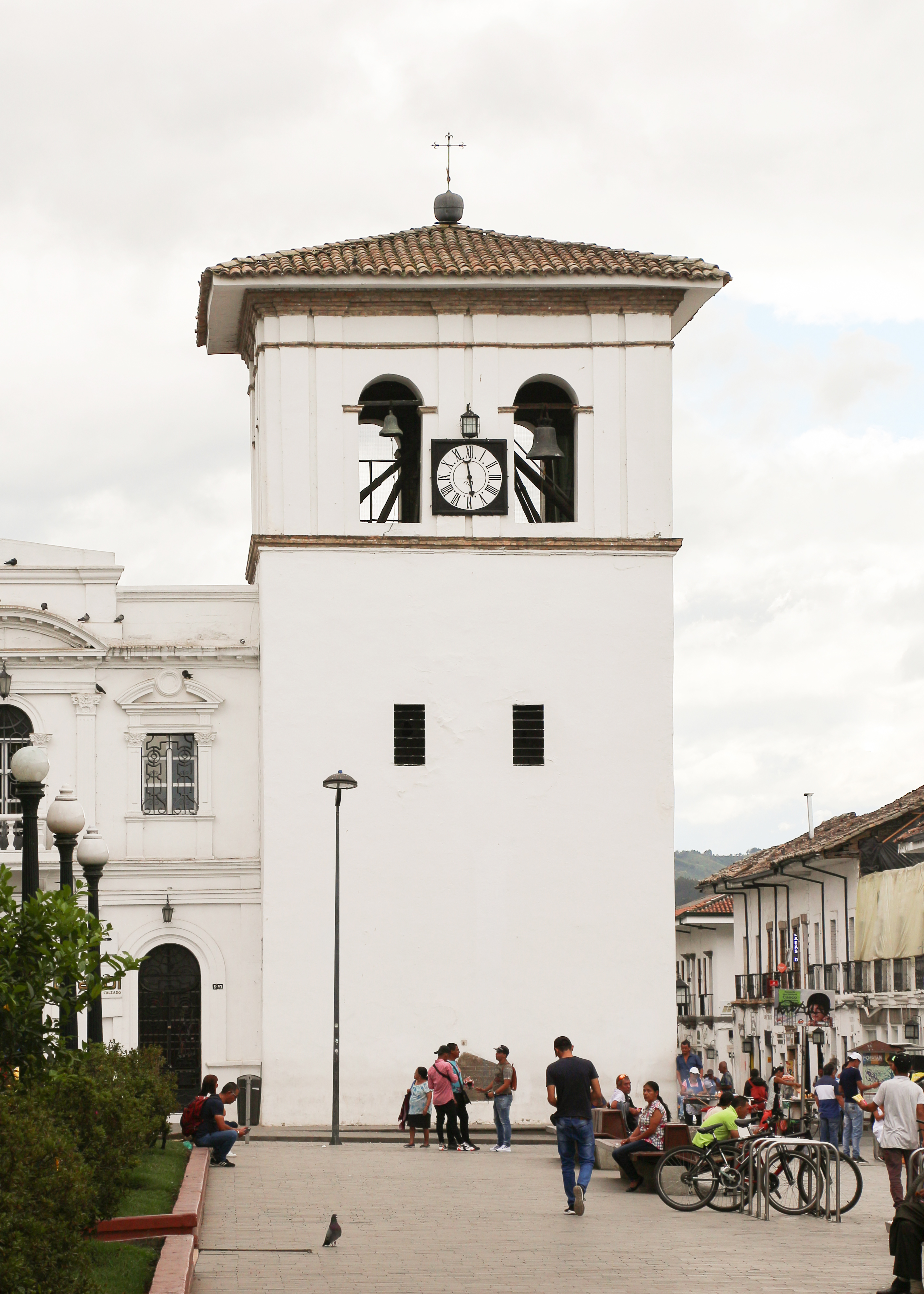
Torre dell'Orologio di Popayán-

#### Torre dell'Orologio
La Torre dell'Orologio (Torre del Reloj) di Popayán è uno dei monumenti più emblematici della città colombiana. Situata all’angolo tra la Carrera 7 e la Calle 5, sul lato sud-ovest del Parco Caldas, funge attualmente da torre-campanile per la Cattedrale di Nuestra Señora del Asunción, da cui è separata dal Palazzo Arcivescovile. La struttura, realizzata in pisé con base in pietra, presenta un solo livello per le campane e un tetto in tegole a forma piramidale, coronato da una croce sopra un orbe. L’orologio, importato da Londra nel 1737, è privo di lancetta dei minuti, fatto che ha ispirato la frase locale “è come se il tempo non passasse”. L’edificio fu concepito nel 1673 dal vescovo Cristóbal Bernardo de Quiroz come parte della chiesa principale. Il progetto originale prevedeva due livelli e una cupola, ma fu modificato per mancanza di risorse. Sopravvissuta a numerosi terremoti, la torre è stata restaurata dopo il sisma del 1983. È conosciuta anche come La Nariz de Popayán, nome coniato dal poeta Guillermo Valencia.

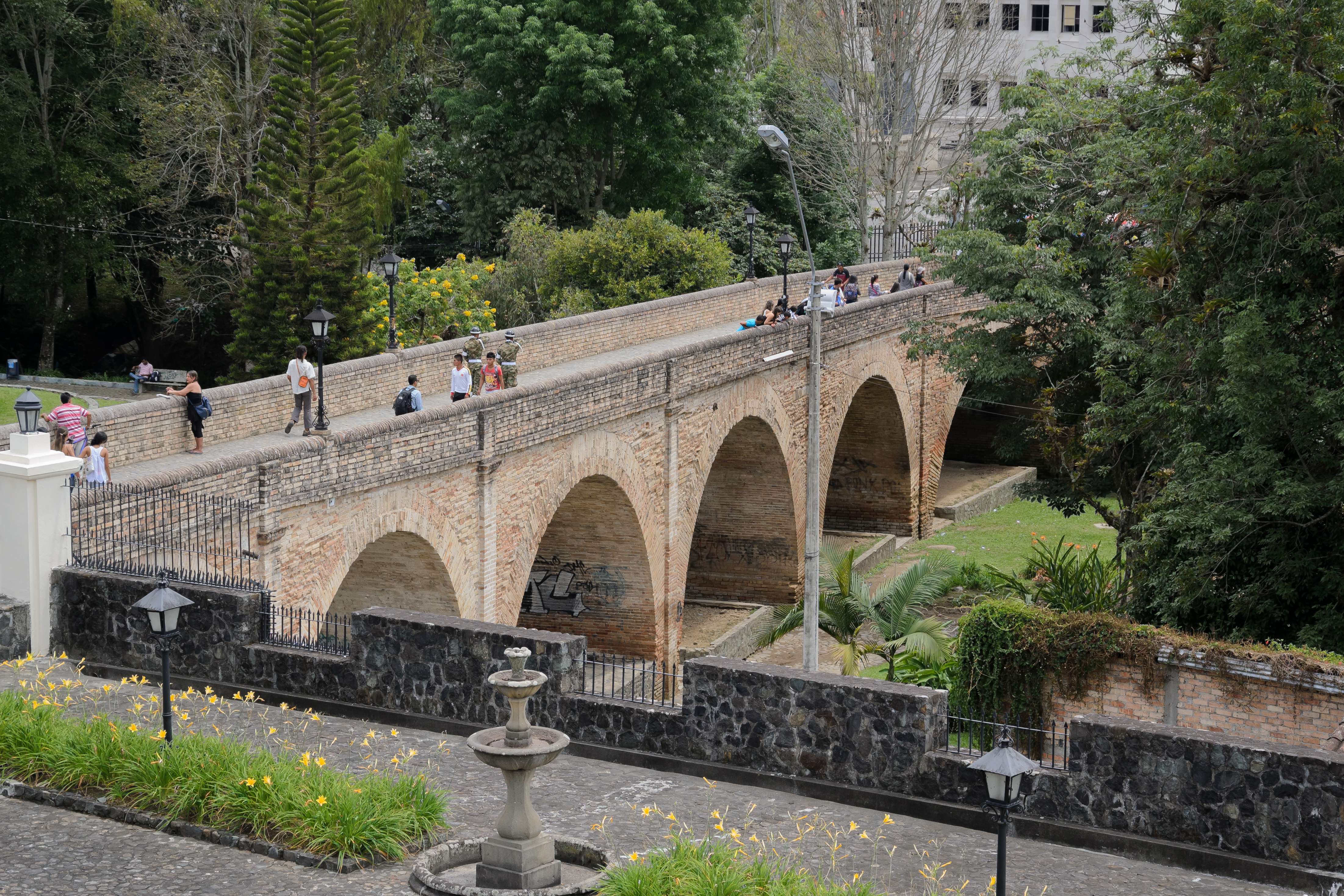
Il Ponte dell'Humilladero.

#### Ponte dell'Humilladero
Il Ponte del Humilladero, noto anche come Ponte Bolívar, è uno dei monumenti più rappresentativi di Popayán. Situato a nord-est del centro storico, collega i quartieri Bolívar e Centro attraversando il fiume Molino, un tempo limite settentrionale della città. Fu costruito tra il 1868 e il 1873 in stile neo-romano sotto la direzione del frate francescano Serafín Barbetti, con l’obiettivo di superare la ripida pendenza della zona, da cui deriva il nome popolare “del Humilladero”. È lungo 200 metri e composto da dodici archi in mattoni, con un camminamento acciottolato largo 5 metri, barriere laterali e lampioni. Presenta un’inclinazione del 5% e una leggera curva verso ovest. Fu denominato anche “Ponte Bolívar” in onore del passaggio del Libertador Simón Bolívar. Durante il terremoto del 1983 subì danni parziali, ma la struttura restò in gran parte intatta. Oggi è considerato una delle opere di ingegneria più importanti del periodo repubblicano colombiano.

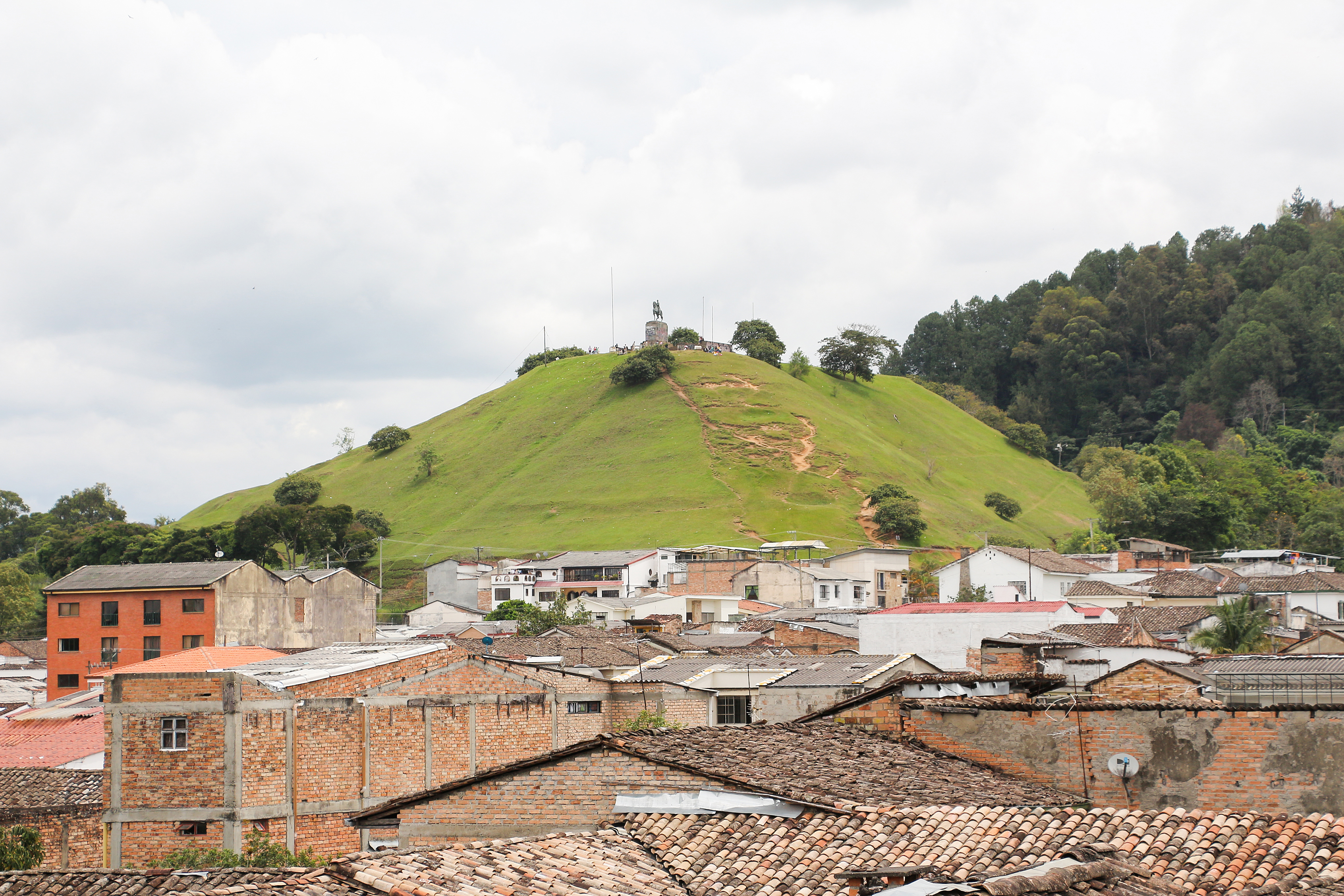
La Piramide del Tulcán prima dell'abbattimento della statua equestre di Sebastián di Belalcazar.

### Siti archeologici

#### Piramide del Tulcán
La Piramide (o Morro) del Tulcán si trova all'estremità nord-est del centro storico di Popayán, nel quartiere Caldas. È una piramide di 80 metri di altezza, parzialmente naturale e parzialmente artificiale, costruita tra l'800 d.C. e il XIII secolo durante il periodo delle “Società Cacicali Tardive”. Si ritiene che fosse utilizzata per cerimonie rituali e funerarie, come dimostrano i ritrovamenti effettuati durante le escavazioni nel 1957, dirette dall'antropologo colombiano Julio César Cubillos Chaparro. Furono scavatie 13 trincee dove furono trovati cammini di pietra, scalini, tombe e persino conchiglie marine e pietre preziose provenienti da altre regioni. Questo suggerisce l'esistenza di un lago, naturale o artificiale, che circondava la piramide. Nel XX secolo, intellettuali locali progettarono di erigere una statua del Cacique Pubén sulla cima, ma il progetto non fu mai realizzato. Al suo posto, invece, nel 1940, fu eretta una statua del conquistador Sebastián de Belalcázar.
Tale statua fu abbattuta nel 2020 da manifestanti Misak come atto simbolico di rivendicazione storica, durante il cosiddetto estallido social, un periodo della storia della Colombia, tra 2019 e 2021, segnato da proteste e manifestazioni antigovernative in tutto il territorio nazionale.

## Società

### Evoluzione demografica
Secondo il Dipartimento Amministrativo Nazionale di Statistica (DANE) con dati ottenuti dal censimento dell'anno 2018 e proiezione al 2025, Popayán ha 346.403 abitanti, con un 83,06% di popolazione urbana e un 16,94% di popolazione rurale. Riguardo al sesso, il 51,93% degli abitanti è di sesso femminile e il 48,07% di sesso maschile.
Evoluzione demografica di Popayán dal 1938

## Cultura

### Musei
La città ospita numerosi musei, molti dei quali corrispondono ad antiche case di personaggi illustri del passato convertite in museo. I più importanti centri sono:
- Museo Nazionale Guillermo Valencia
- Museo Arcidiocesano di arte religiosa
- Casa museo Mosquera
- Casa museo Caldas
- Casa del Poeta Soldato
- Casa museo Guillermo Leon Valencia
- Casa museo Negret e museo iberoamericano di arte moderna di Popayán
- Museo di storia naturale dell'Universitá del Cauca

### Cucina

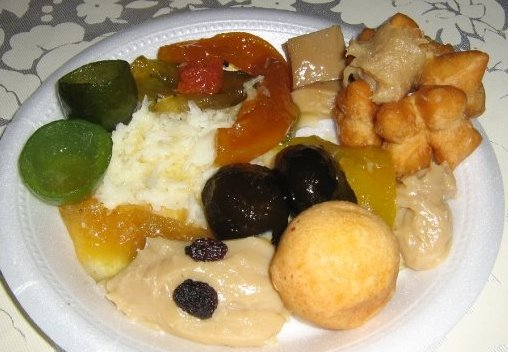
Piatto della Vigilia di Natale.

Dal 2003, nel mese di settembre si celebra il Congresso Nazionale Gastronomico di Popayán, motivo per cui nel 2005 l'UNESCO ha dichiarato Popayán Città Gastronomica dell'Umanità, prima città dell'America Latina a ricevere tale riconoscimento, come patrimonio culturale appartenente alla rete delle Città creative dell'UNESCO.
I piatti tipici della città sono un'eredità dell'interazione culturale tra spagnoli e indigeni, integrando ingredienti locali con prodotti introdotti dalla Spagna. Tra le specialità più rappresentative si distinguono: la carantanta, l'aplanchado, vari tipi di zuppe, le empanadas, i tamales e bevande come l'aloja, la gassosa Queen (la popolare “Reinita”), champús, lulada, salpicón payanés, raspao, cholao e kumis.

## Amministrazione
Popayán è gemellata con:
- Málaga, dal 1979
- Cuenca
- Loja
- Ibarra
- Östersund
- Arequipa
- Pasto

## Galleria d'immagini

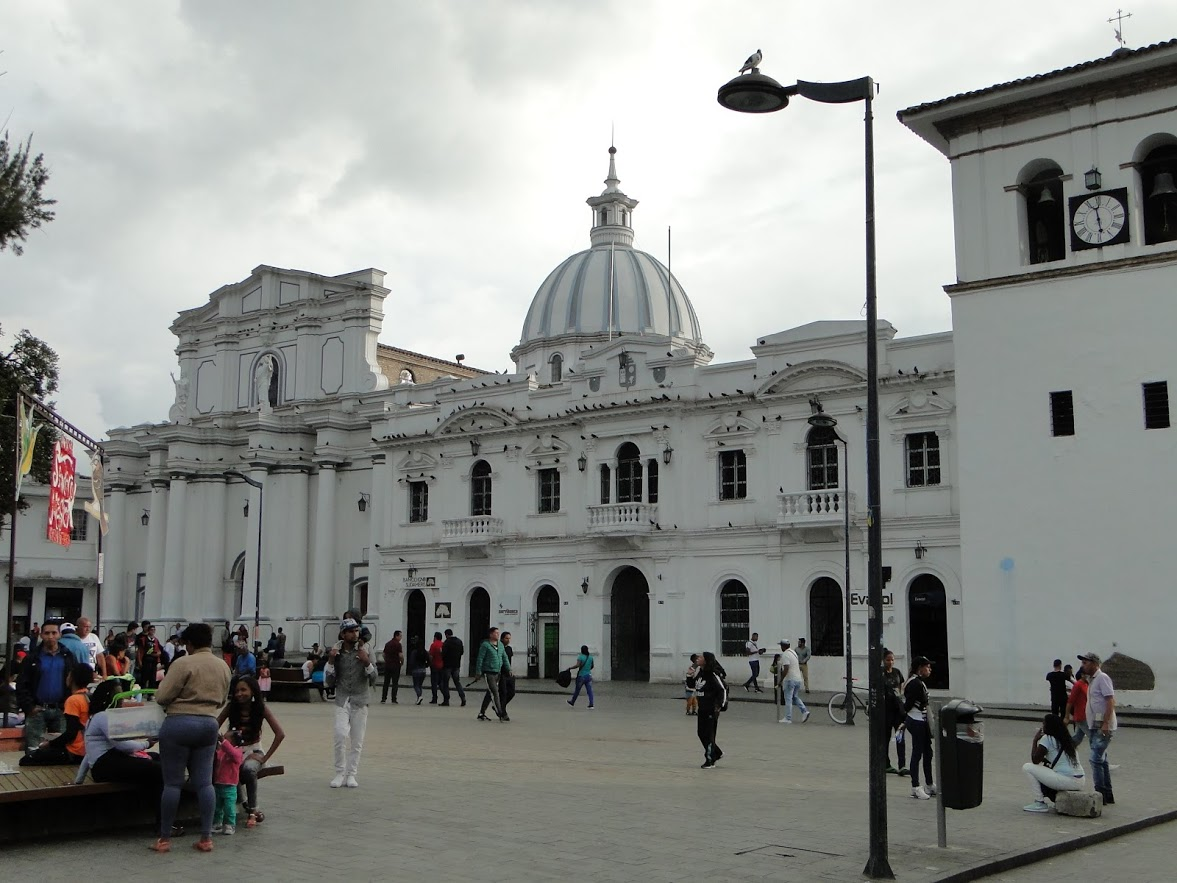
La cattedrale
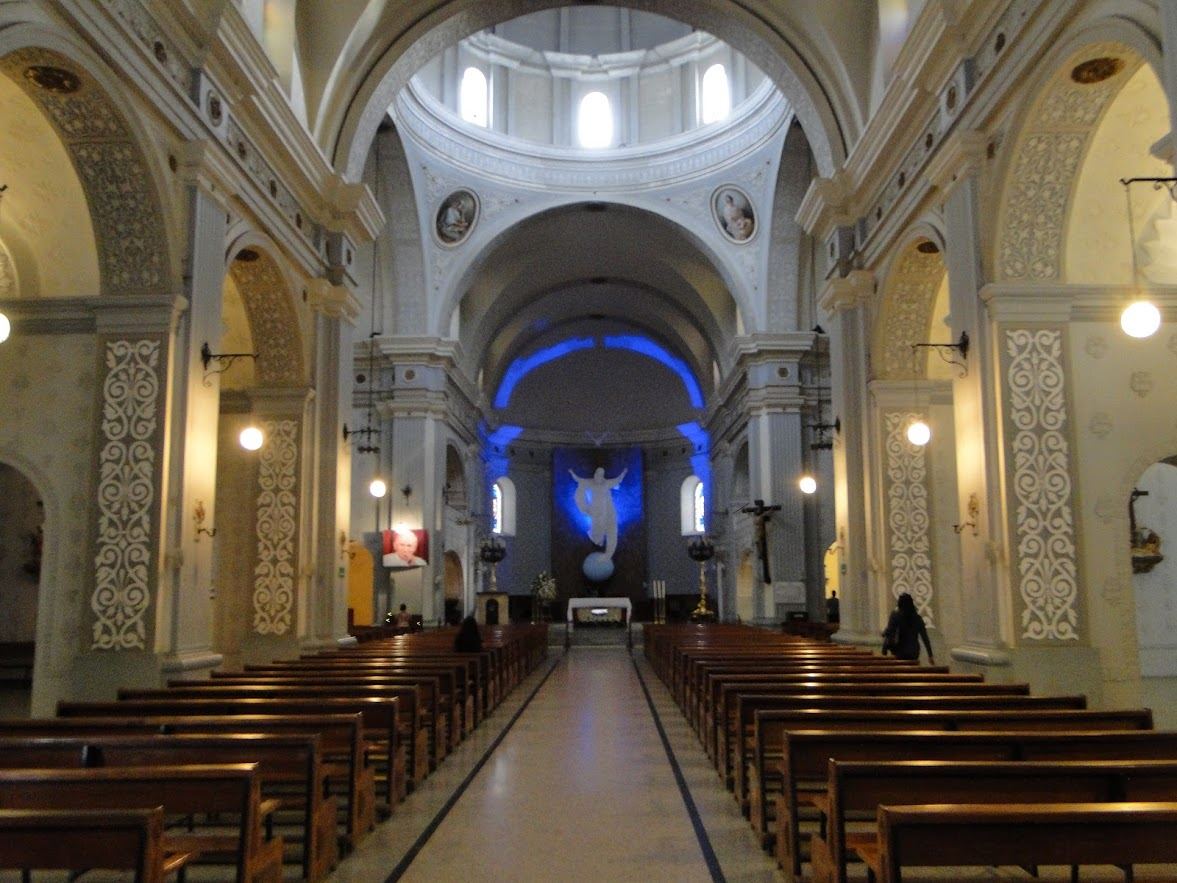
La cattedrale (vista interna)
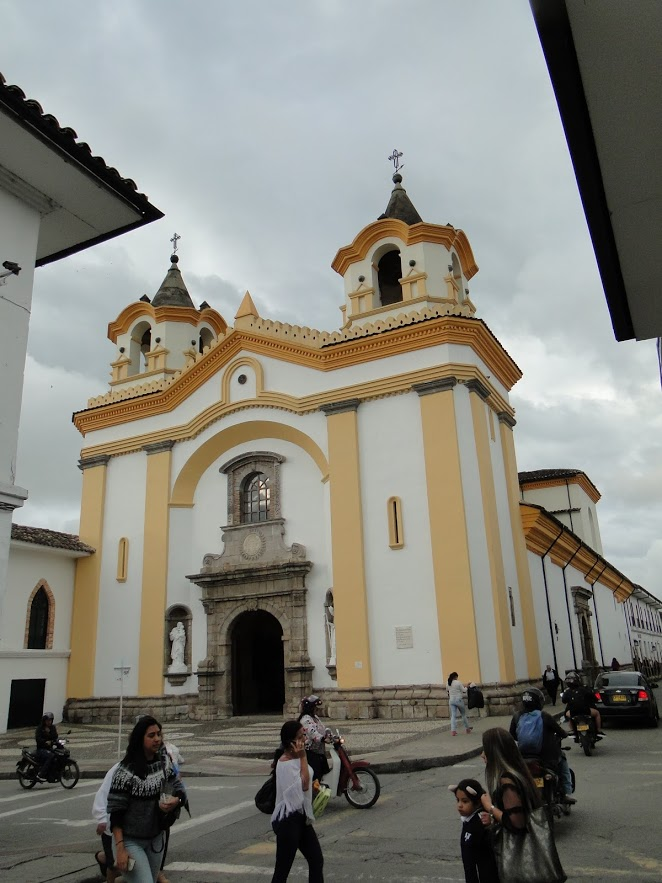
Chiesa di San Jose
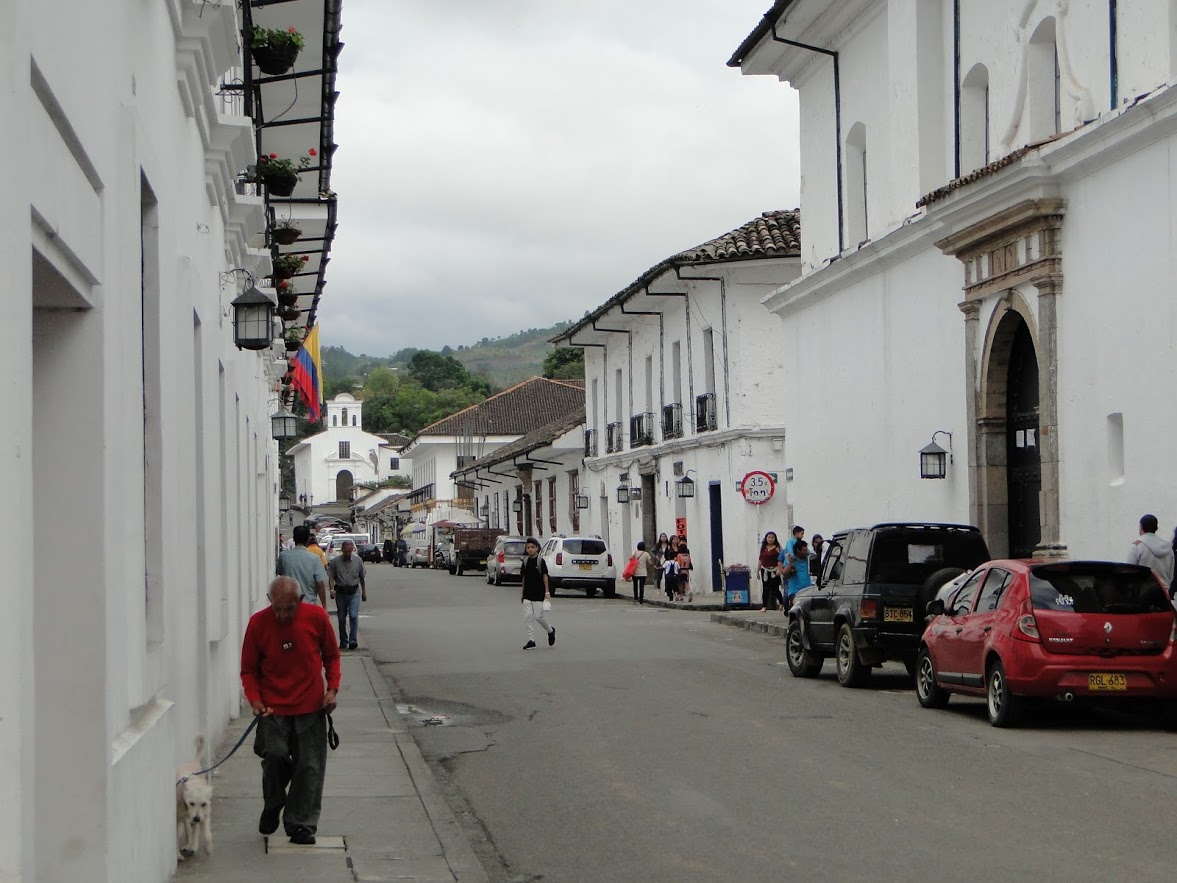
In città
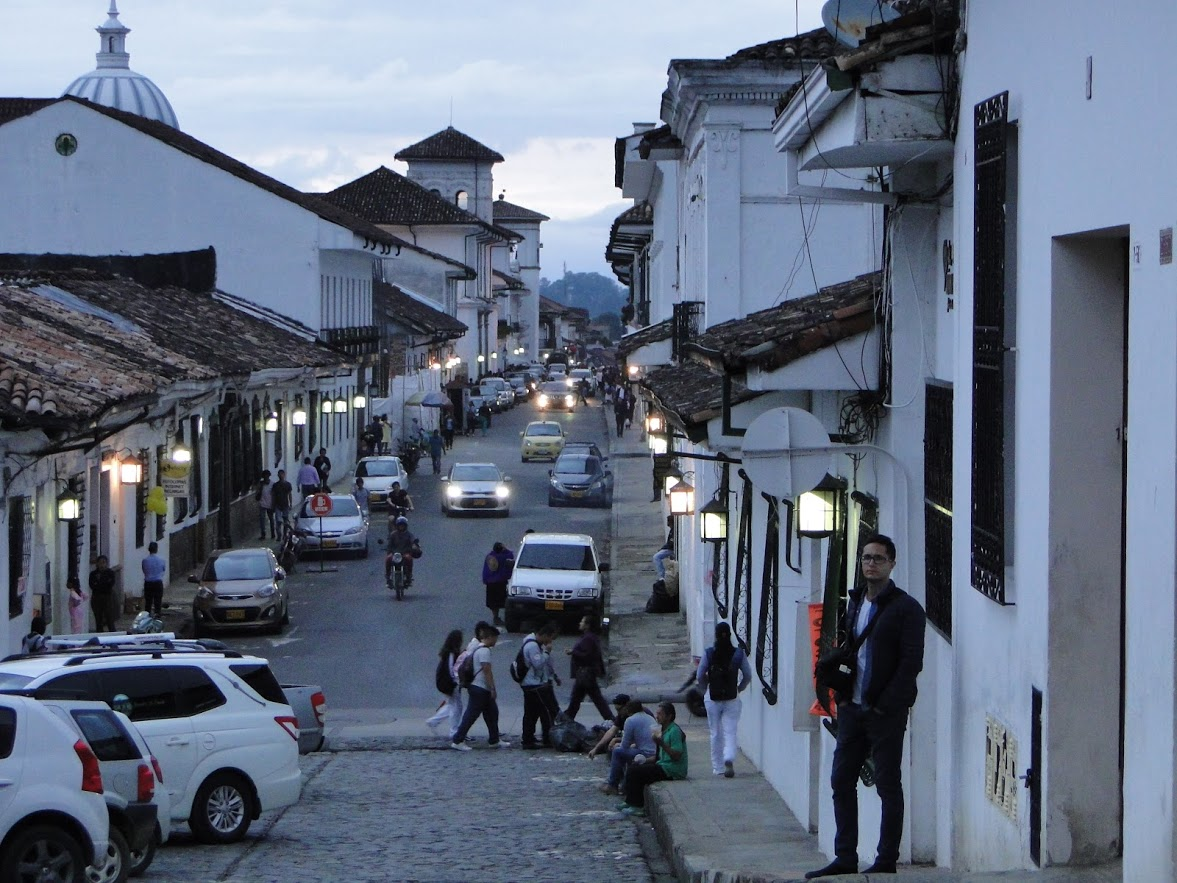
La città di sera
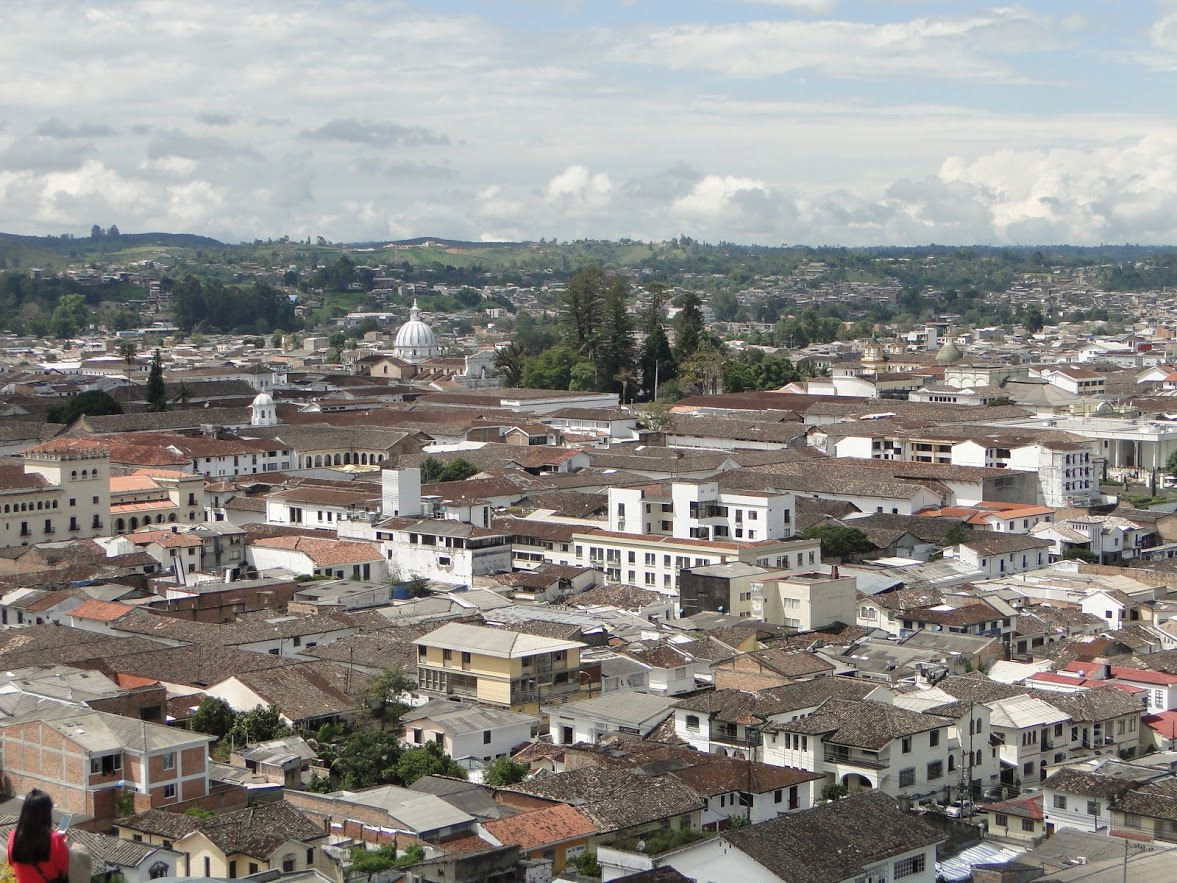
Città bianca